# 37 Łęczycki Pułk Piechoty
37 Łęczycki Pułk Piechoty im. ks. Józefa Poniatowskiego – oddział piechoty Wojska Polskiego II RP.
W swej tradycji pułk nawiązywał do 4 pułku piechoty Księstwa Warszawskiego. Zalążek pułku powstał w Przemyślu w listopadzie 1918. Od 25 lutego 1919 nosił nazwę 37 pułku piechoty, a w latach 1920–1937 – 37 pułku piechoty Ziemi Łęczyckiej. W wojnie polsko-ukraińskiej walczył o otwarcie drogi do broniącego się Lwowa zajmując Gródek Jagielloński, a następnie brał udział w walkach o Sambor, Drohobycz i Stanisławów, nad Dniestrem i Zbruczem.
W wojnie polsko-bolszewickiej, do lipca 1920, brał udział w walkach pod Korosteniem, Koziatynem i Żukowcem, nad Berezyną, Niemnem i Bugiem. W sierpniu uczestniczył w zwycięskim boju pod Baboszewem, po czym został przetransportowany w rejon Lwowa, gdzie po ciężkich walkach zajął Rohatyn i w pogoni za nieprzyjacielem doszedł do Wiśniowca. Po zakończonej wojnie został rozlokowany w Kutnie i Łęczycy.
W przewrocie majowym 1926 wziął udział w walkach w Warszawie po stronie marszałka Józefa Piłsudskiego.
W składzie Armii „Poznań”, a później Armii „Pomorze” brał udział w kampanii wrześniowej. Od Wągrowca przez Inowrocław, okolice Kutna dotarł na pola bitwy nad Bzurą, gdzie walczył do 18 września 1939, po czym resztki pułku przekroczyły Bzurę i przez Puszczę Kampinoską dotarły do Warszawy. Po kampanii wrześniowej pułk został rozwiązany.

## 4 Pułk Piechoty Księstwa Warszawskiego w latach 1806-1813

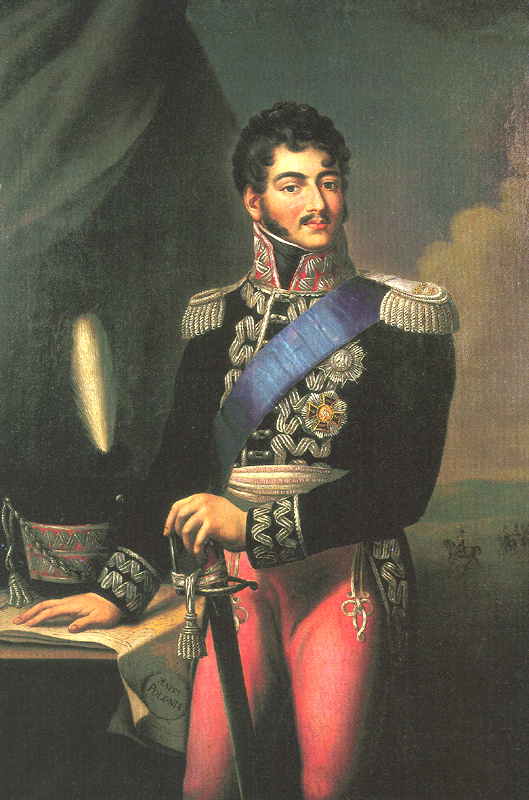
Książę Józef Poniatowski – patron pułku

Historia 37 pułku piechoty sięga czasów napoleońskich i Księstwa Warszawskiego, gdyż 37 pp przejął tradycje bojowe 4 pułku piechoty Księstwa Warszawskiego z lat 1806–1813.
4 pp brał udział w walkach na Pomorzu, północnym Mazowszu oraz w rejonie Narwi i Bugu. Walczył też w bojach o Grudziądz i nad Narwią. Od grudnia 1808 pułk walczył w Hiszpanii pod dowództwem płk. Feliksa Potockiego. Bił się w Starej i Nowej Kastylii, Asturii i Królestwie León. 4 pp brał udział w bitwach pod: Almaraz, Consuegrą, Talaverą, Fuengirolą, Almonacid, Ocaną (w prowincji Toledo), Coien Monbellą i Ximenes de la Frontare. Brał też udział w wyprawie na Moskwę. Toczył walki o Czaśniki, Krasnoje, pod Smoleńskiem i nad Berezyną w trakcie odwrotu Napoleona. Poniósłszy ciężkie straty i trafił pod Poznań celem dokonania uzupełnień. Następnie, w ramach Korpusu gen. Jana Henryka Dąbrowskiego, walczył pod Szpandawą, Belzig, Jüterbog, Wittenbergą, Düben i Lipskiem. Po zakończeniu działań żołnierze zdziesiątkowanego 4 pp powrócili do kraju w strukturach innych jednostek.

## Utworzenie 37 pułku piechoty i pierwsze boje

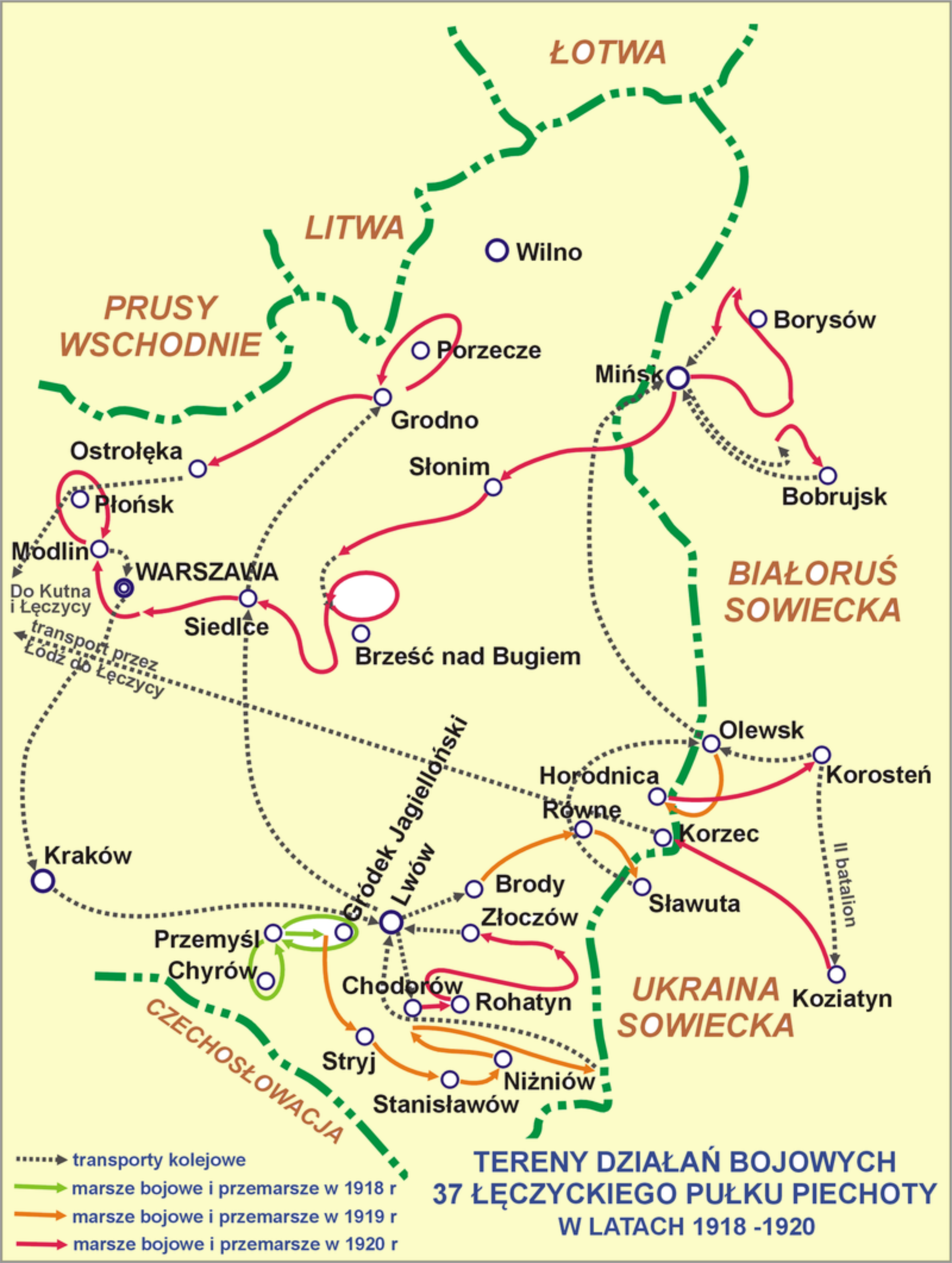
Tereny działań bojowych pułku w latach 1918–1920)

Po rozpadzie Austro-Węgier 28 października 1918 powstała w Krakowie Polska Komisja Likwidacyjna, która organizowała w Galicji polskie struktury administracyjne i wojskowe. W Przemyślu  1 listopada 1918powstała Rada Rządząca i Komenda Placu, która zaczęła organizować wojsko polskie i administrację. W koszarach po c. i k. 45 pułku piechoty zaczęto zbierać luźne oddziały wojskowe i na ich bazie powstał zalążek 37 pułku piechoty. Pierwszym dowódcą oddziału został porucznik saperów Leon Kazubski, 3 listopada 1918 uwolniony z miejscowego więzienia, który następnie został komendantem placu (wart i koszar) oddziałów polskich na Zasaniu w Przemyślu, od 5 listopada dowódca wszystkich sił zbrojnych i komendant Przemyśla.
Około 7 listopada 1918 wykształcił się pułk piechoty w Przemyślu, któremu dowódca por. Kazubski 9 listopada nadał nazwę 18 pułk strzelców. Dowódcami batalionów byli wówczas: I – ppor. Zając, II – ppor. Dudziński, III – Marian Doskowski. Żołnierze przeszli chrzest bojowy w walkach z Ukraińcami w dniach 9–11 listopada 1918 na przemyskim Zasaniu. 13 listopada 1918 pułk zmienił nazwę na 10 pułk piechoty.
Przybyłym w listopadzie 1918 do Przemyśla batalionem zapasowym b. austriackiego 10 pułku piechoty dowodził wówczas kpt. Wilhelm Zwonarz, który pod koniec tego miesiąca był tymczasowym komendantem tzw. 10 pułku piechoty „Dzieci Przemyskich”. W dniu 30 listopada cieszący się szacunkiem podkomendnych por. Kazubski został odwołany ze stanowiska dowódcy pułku, a nowym dowódcą został ppłk Adam Jaroszewski.
Część pułku walczyła o otwarcie drogi do broniącego się Lwowa w Grupie ppłk. Tokarzewskiego-Karaszewicza, zaś pozostali toczyli walki w rejonie Niżankowic, Siedlisk i Medyki, a także Chyrowa. Pułk zdobył Stodółki, Uherce Niezabitowskie, Czerlany i Lubień Wielki. Utrzymał też Gródek Jagielloński oraz obronił przed wojskiem ukraińskim połączenie kolejowe Lwów–Przemyśl.
25 lutego 1919 roku dokonano zmiany nazwy pułku – odtąd nosił nazwę 37 pułku piechoty. Wiosną 1919 roku pułk zdobył Sambor i Drohobycz. Brał też udział w zdobyciu miasta Stanisławów. Od 13 do 16 czerwca 1919 pułk bronił przepraw nad rzeką Dniestr.
Od 28 czerwca brał udział w walkach nad rzeką Zbrucz, a w lipcu 1919 przerzucony został na front wołyński, gdzie toczył walki z oddziałami ukraińskimi. Od 5 sierpnia pełnił rolę zabezpieczającą. 3 kwietnia 1920 dowódcą 37 pułku piechoty został mjr Józef Kuś.
W grudniu 1919 batalion zapasowy pułku stacjonował w Łęczycy.
| Obsada personalna pułku w 1920 | Obsada personalna pułku w 1920  |                            |
| Stanowisko                     | Stopień, imię i nazwisko        |                            |
| ------------------------------ | ------------------------------- | -------------------------- |
| Dowódca                        | ppłk Michał Remizowski          |                            |
| Adiutant                       | por, Alfred Łuczyński           |                            |
| Oficer wywiadowczy             | ppor. Eugeniusz Fieldorf        |                            |
| Oficer broni                   | ppor. Ludwik Sklenarz           |                            |
| Oficer łączności               | ppor. Bronisław Sitarski        |                            |
| Oficer prowiantowy             | ppor. Adolf Kozubal             |                            |
| Lekarz                         | por. lek. dr Mieczysław Henoch  |                            |
| Kapelan                        | ks. Tadeusz Borzęcki            |                            |
| Dowódca taborów                | por. Marian Bukowski            |                            |
| Dowódca kompanii szturmowej    | ppor. Otton Jiruszka            |                            |
| Dowódca I batalionu            | kpt. Franciszek Gwizdak         |                            |
| Adiutant                       | por. Franciszek Kielar          |                            |
| Lekarz                         | ppor. lek. dr Józef Eisenbruch  |                            |
| Dowódca 1 kompanii             |                                 |                            |
| por. Jan Wójciak (zginął 9 IX) | Dowódca plutonu                 | ppor. Bronisław Nowakowski |
| Dowódca 2 kompanii             | por. Aram Mantel                |                            |
| Dowódca 3 kompanii             | por. Józef Markiel (z 7 IX)     |                            |
| Dowódca plutonu                | ppor. Zachariasz Rucker         |                            |
| Dowódca plutonu                | ppor. Kazimierz Wacławski       |                            |
| Dowódca 4 kompanii             | por. Roman Szlapa               |                            |
| Dowódca plutonu                | ppor. Roman Wojnar              |                            |
| Dowódca 1 kompanii km          | ppor. Antoni Kulesza            |                            |
| Dowódca plutonu                | ppor. Jan Koszykiewicz          |                            |
| Dowódca II batalionu           | por. Marian Żelnio              |                            |
| Nast.                          | kpt. Michał Drzystek            |                            |
| Adiutant                       | ppor. Michał Maćkowiak          |                            |
| Oficer gospodarczy             | ppor. Władysław Maryniak        |                            |
| Oficer prowiantowy             | ppor. Rudolf Linscheid          |                            |
| Lekarz                         | por. lek. dr Jan Czernik        |                            |
| Dowódca 5 kompanii             | ppor. Wojciech Gil              |                            |
| Dowódca 6 kompanii             | por. Michał Ciesielski          |                            |
| Dowódca plutonu                | ppor. Bernard Tepper            |                            |
| Dowódca 7 kompanii             | por. Beniamin Kotarba           |                            |
| Dowódca plutonu                | por. Filip Feli                 |                            |
| Dowódca 8 kompanii             | por. Jerzy Tramer               |                            |
| Dowódca plutonu                | ppor. Bogusław Bilik (z. 10 IX) |                            |
| Dowódca 2 kompanii km          | ppor. Alfred Rycerz             |                            |
| Dowódca plutonu                | ppor. Franciszek Gęsior         |                            |
| Dowódca III batalionu          | mjr Józef Kuś                   |                            |
| Adiutant                       | por. Mieczysław Kowalski        |                            |
| Oficer prowiantowy             | ppor. Władysław Rogalski        |                            |
| Lekarz                         | ppor. san. Stanisław Komarnicki |                            |
| Dowódca 9 kompanii             | ppor. Roman Leeg (z.7 IX)       |                            |
| Dowódca plutonu                | ppor. Karol Rydel               |                            |
| Dowódca 10 kompanii            | ppor. Jan Dyszkiewicz           |                            |
| Dowódca plutonu                | ppor. Tadeusz Szymański         |                            |
| Dowódca 11 kompanii            | por. Stanisław Kukla            |                            |
| Dowódca 12 kompanii            | ppor. Jan Szymański             |                            |
| Dowódca 3 kompanii km          | por. Mieczysław Jus             |                            |
| Oficer pułku                   | pchor, Józef Cajgier (z. 12 IX) |                            |

## Udział w wojnie polsko-bolszewickiej
Pułk znalazł się w składzie 4 Dywizji Piechoty, która miała za zadanie zająć w czasie ofensywy polskiej miasto Korosteń. 37 pp zajął węzeł kolejowy i inne wyznaczone tereny, a następnie umocnił się pozostając w odwodzie swej dywizji do czasu zajęcia Kijowa.
W związku z kontrofensywą sowiecką I i III batalion 21 maja 1920 wyruszyły nad Berezynę, gdzie powstrzymywały ataki Sowietów w kierunku na Mińsk. W bitwach pod Borowiną i Żukowcem (26 maja 1920) pułk zadał napastnikom poważne straty. Nad Berezyną pułk walczył do 7 czerwca 1920 tocząc bitwy pod Murawą, Czerniewiczami i pod Wielkim Stachowem (3 czerwca 1920). Spod Wielkiego Stachowa przez Zamosze, Zawidne i Mińsk pułk pomaszerował do stacji Grodzianki. Tydzień później przetransportowany został na stację Ratmirowicze i podporządkowany dowódcy 14 Dywizji Piechoty Wielkopolskiej, w składzie której miał wziąć udział w natarciu na przedpolu Bobrujska. Do zaplanowanego działania nie doszło na skutek przerwania frontu przez bolszewików. Odwrót rozpoczął się 7 lipca 1920.
Część oddziałów wycofywało się do miejscowości Miratycze przez Mińsk i Niemen. I i III batalion po próbie zdobycia Słonimia wycofały się na zachód w ramach 4 DP. III batalion pod dowództwem kpt. Mieczysława Jusa zdobył Kamieniec Litewski, a następnie po ciężkich walkach pod wsią Wierzchy przedarł się do wsi Stawy w pobliżu Bugu, gdzie połączył się z I batalionem. Bataliony te wkrótce ponownie rozdzieliły się: I batalion trafił do VIII Brygady Piechoty, a III do odwodu II Brygady Jazdy. 4 sierpnia 1920 pułk odniósł sukcesy w czasie próby – podjętej przez 4 Armię – wyrzucenia bolszewików za Bug. Pułk wycofano w rejon miasta Siedlce.
II batalion por. Beniamina Kotarby z kompanią techniczną pozostawał poza pułkiem od 21 maja 1920. Na początku obsadził Korosteń, a po otrzymaniu rozkazu wycofał się do Koziatyna. Następnie po przegrupowaniu brał udział w nieudanym ostatecznie, choć z początku obiecującym, ataku na Korzec.
Pod naciskiem Sowietów, a w szczególności konnicy Budionnego 3 i 6 DP rozpoczęły odwrót na zachód. II batalion, stanowiąc straż tylną, został okrążony i zniszczony przez kawalerię sowiecką. Poległo i dostało się do niewoli 10 oficerów i 374 szeregowych. 22 lipca 1920 resztki II batalionu dotarły do Siedlec, gdzie dowództwo objął ppłk Michał Remizowski, a następnie do Łęczycy i Kutna. Tam został odtworzony. 13 sierpnia 1920 batalion stawił się w Górze Kalwarii, gdzie stacjonowały już bataliony I i III.
W Pilawie pułk otrzymał wzmocnienie w postaci jednej kompanii marszowej- Harcerskiej Kompanii Szturmowej 37 pułku piechoty Ziemi Łęczyckiej – złożonej głównie z ochotników (uczniów I Liceum Ogólnokształcącego im. Gen. J.H. Dąbrowskiego i harcerzy z I Kutnowskiej Drużyny Wędrowniczej im. T. Rejtana) z Kutna, Mieczysławowa i Łęczycy. W tym czasie pułk skutecznie bronił dostępu do przeprawy mostowej w Górze Kalwarii. W walkach tych wzięli udział też młodzi żołnierze z ochotniczej kompanii. 19 sierpnia 1920 żołnierze 37 pułku piechoty przerzuceni zostali koleją w rejon Płońska, gdzie wzięli udział w zwycięskiej bitwie pod Baboszowem. Szczególnym męstwem odznaczyła się tam kompania ochotnicza.
W czasie, kiedy Bitwa Warszawska zakończyła się pełnym zwycięstwem i armie polskie przeszły do pościgu za wrogiem, na froncie południowym pod Lwowem toczyły się nadal ciężkie walki. W celu powstrzymania ewentualnej ofensywy wojsk sowieckich przerzucono w ten rejon 4 Dywizję Piechoty, a w jej składzie pułk, który został skierowany do Chodorowa.
7 września 1920 pułk stacza ciężkie walki z oddziałami sowieckimi zagrażającymi linii kolejowej Lwów – Chodorów. Zdobył kolejno: Knihynicze, Nowosielce, Okrześnice. Nazajutrz przystępuje do forsowania rzeki Stryj, z zamiarem zajęcia miejscowości Rohatyn, co nastąpiło 9 września 1920.
Pamięć tych walk, w których po raz pierwszy w czasie wojny polsko-bolszewickiej wzięły udział wszystkie bataliony razem, pułk uwiecznił obierając datę 9 września za dzień święta pułkowego. Jeszcze przez kolejne dni broni Rohatyna przed kontratakami oddziałów sowieckich. Pułk, uzupełniony trzema kompaniami marszowymi w dniu 13 września, w składzie 4 Dywizji Piechoty, w pościgu za nieprzyjacielem doszedł do Wiśniowca, by 25 września, transportem kolejowym, przebazować się do Grodna jako odwód naczelnego dowództwa. Skierowany przez 2 Dywizję Piechoty Legionów, w dniu 12 listopada pułk przez Grodno i Łomżę odszedł do Ostrołęki, gdzie do 28 kwietnia 1921 pełnił służbę graniczną, po czym wrócił do Kutna i Łęczycy.

### Mapy walk pułku

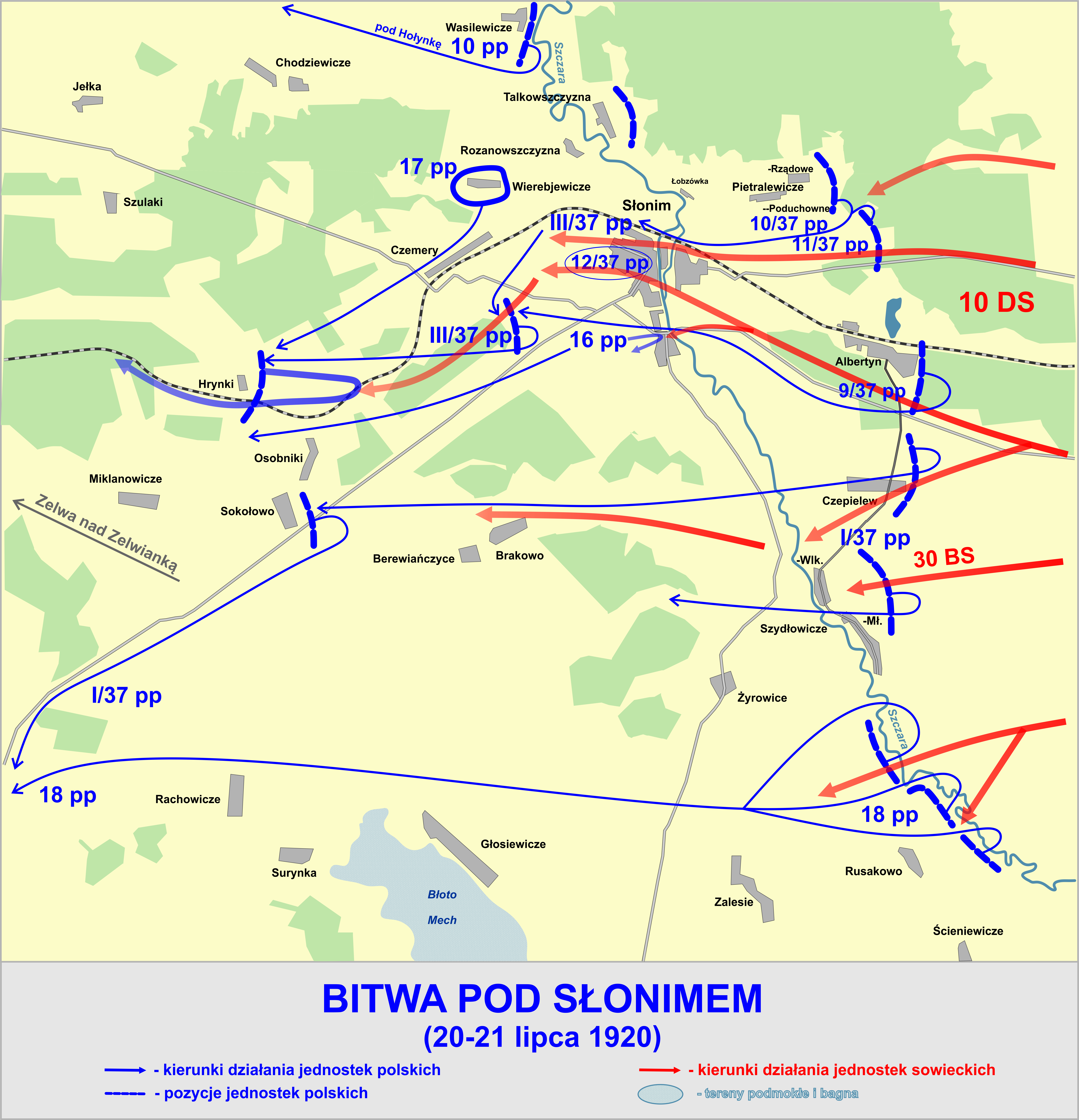
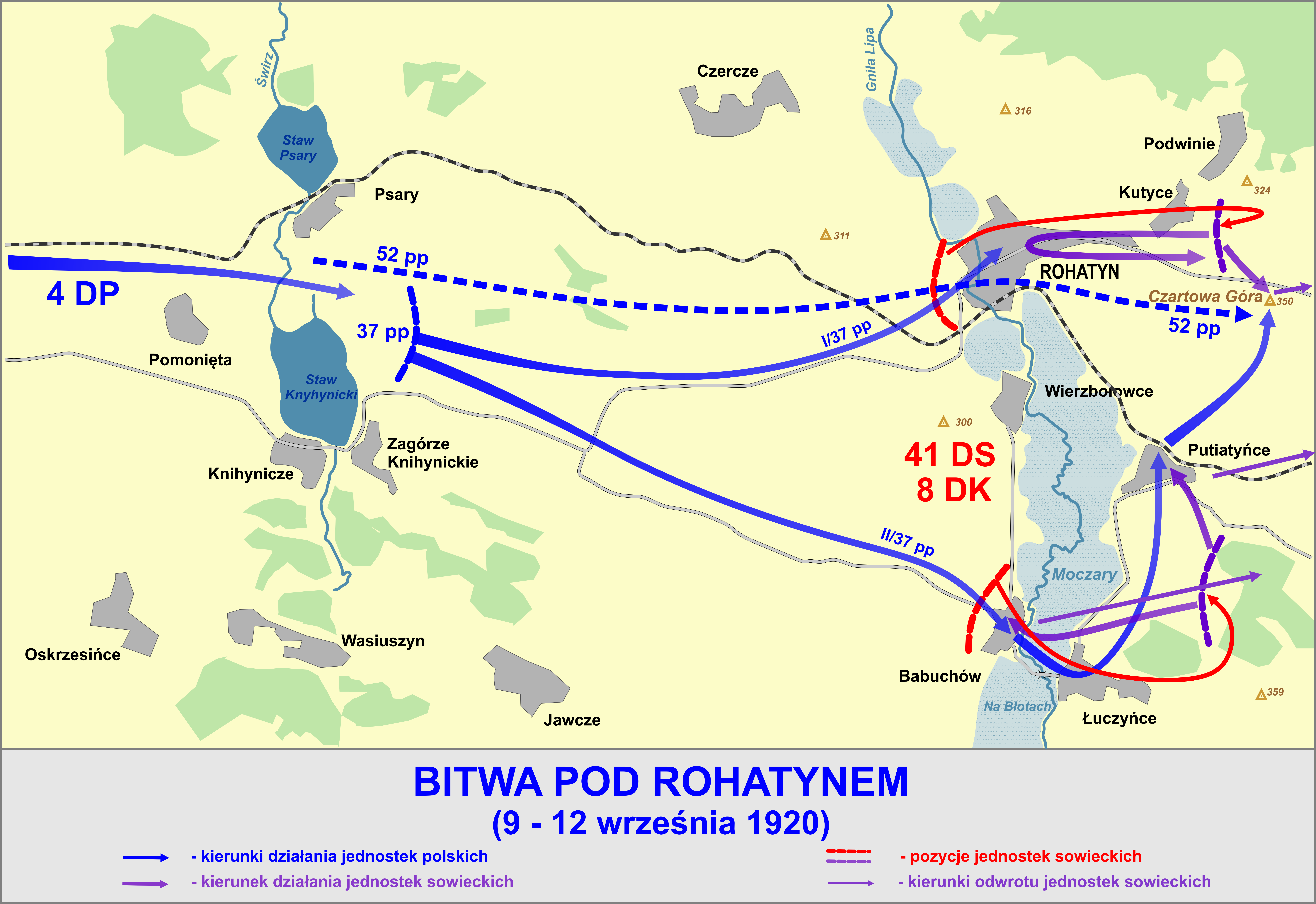

### Kawalerowie Orderu Virtuti Militari
| Żołnierze 37 pułku piechoty odznaczeni Krzyżem Srebrnym Orderu Wojskowego Virtuti Militari za wojnę 1918–1921 | Żołnierze 37 pułku piechoty odznaczeni Krzyżem Srebrnym Orderu Wojskowego Virtuti Militari za wojnę 1918–1921 | Żołnierze 37 pułku piechoty odznaczeni Krzyżem Srebrnym Orderu Wojskowego Virtuti Militari za wojnę 1918–1921 |
| --- | --- | --- |
| sierż. Marian Danielewicz                                                                                     | sierż. Henryk Daszkowski                                                                                      | por. Franciszek Dudziński                                                                                     |
| ś.p. płk Adam Jaroszewski (8022)                                                                              | sierż. Karol Jelonek                                                                                          | kpt. Mieczysław Jus                                                                                           |
| sierż. Roch Konarski                                                                                          | ś.p. por. Józef Kowalski (8023)                                                                               | ppor. Antoni Kulesza                                                                                          |
| por. Stanisław Kukla                                                                                          | plut. Wincenty Landa                                                                                          | ś.p. por. Józef Markiel (8024)                                                                                |
| ppor. Władysław Nosowicz                                                                                      | por. Bolesław Pędzikiewicz (4504)                                                                             | por. Władysław Pokorny                                                                                        |
| ppłk Michał Remizowski                                                                                        | ś.p. ppor. Kazimierz Schaller (8026)                                                                          | plut. Jan Siusta                                                                                              |
| sierż. Tomasz Smyczyński                                                                                      | por. Bolesław Feliks Stachoń                                                                                  | kpt. Władysław Starzecki                                                                                      |
| por. Roman Szłapa                                                                                             | st. sierż. Ludwik Szuba                                                                                       | por. Jerzy Tramer                                                                                             |
| por. Czesław Wawrosz                                                                                          | ś.p. chor. Kazimierz Winiarski (8027)                                                                         | plut. Jan Wójcik                                                                                              |
| ś.p. por. Jan Wójciak (8028)                                                                                  | | |

## Pułk w okresie pokoju

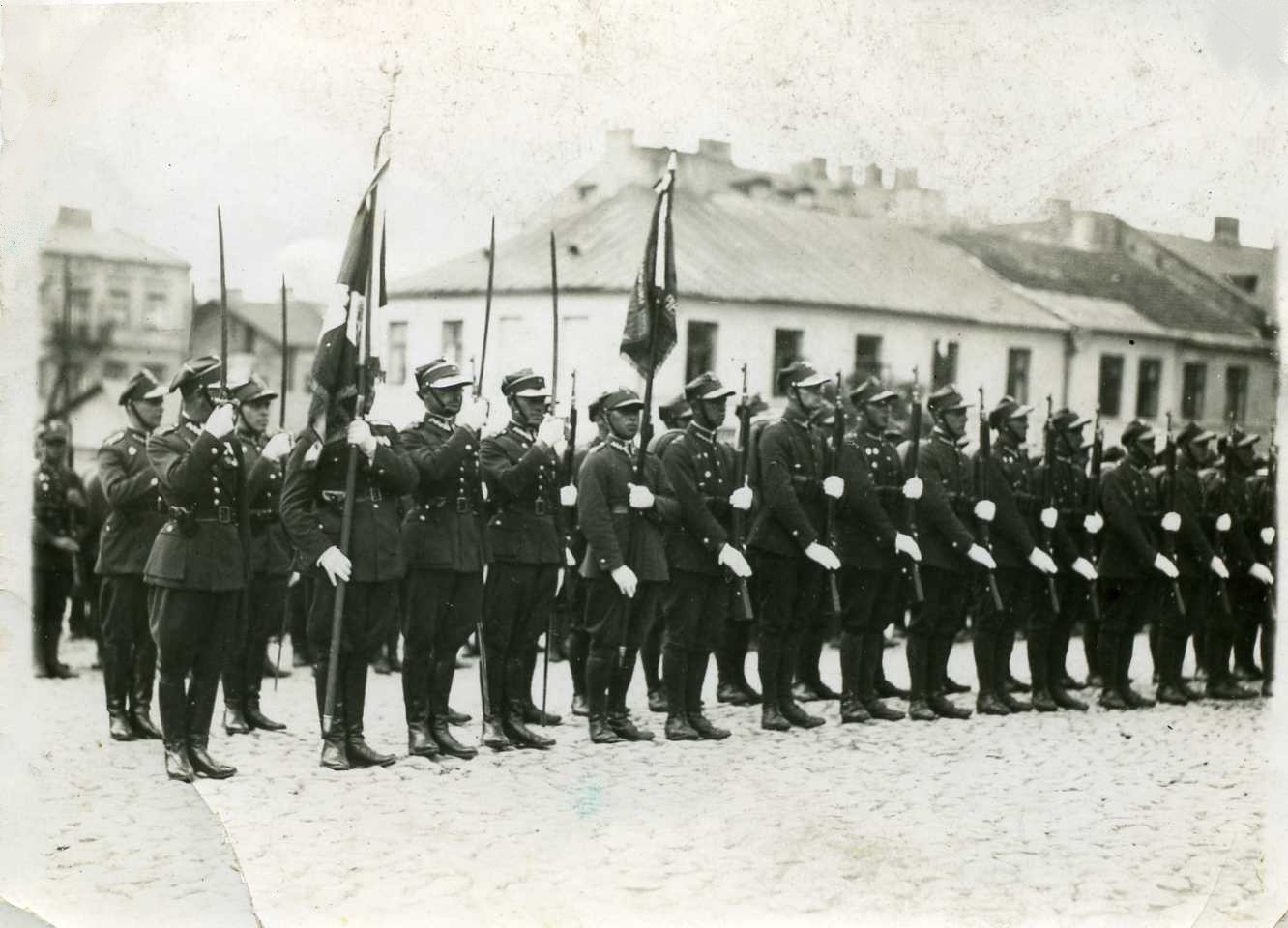
Kompania honorowa z nowym sztandarem oraz po prawej ze sztandarem Harcerskiej Kompanii Szturmowej 37 Pułku Piechoty

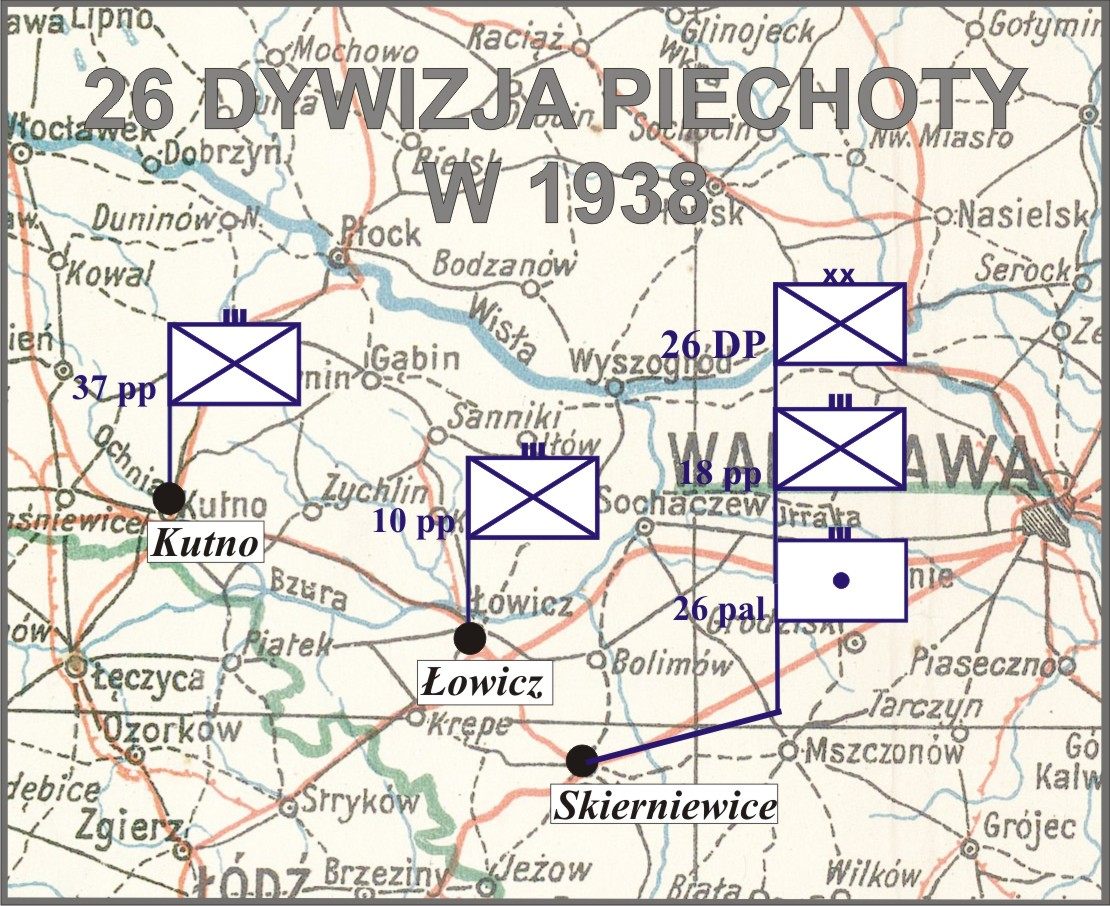

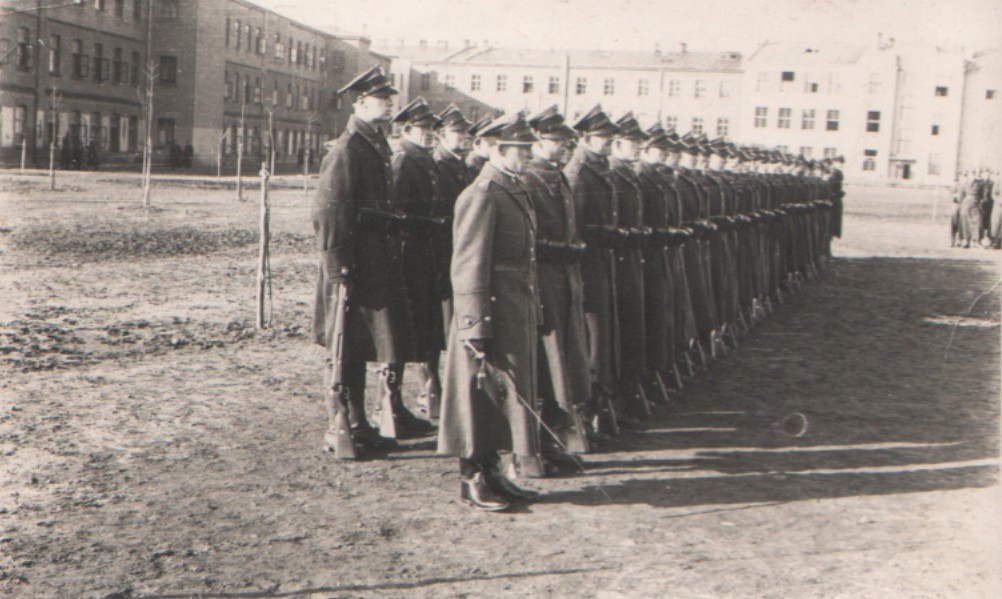
Dziedziniec pułku w latach 30. XX w.

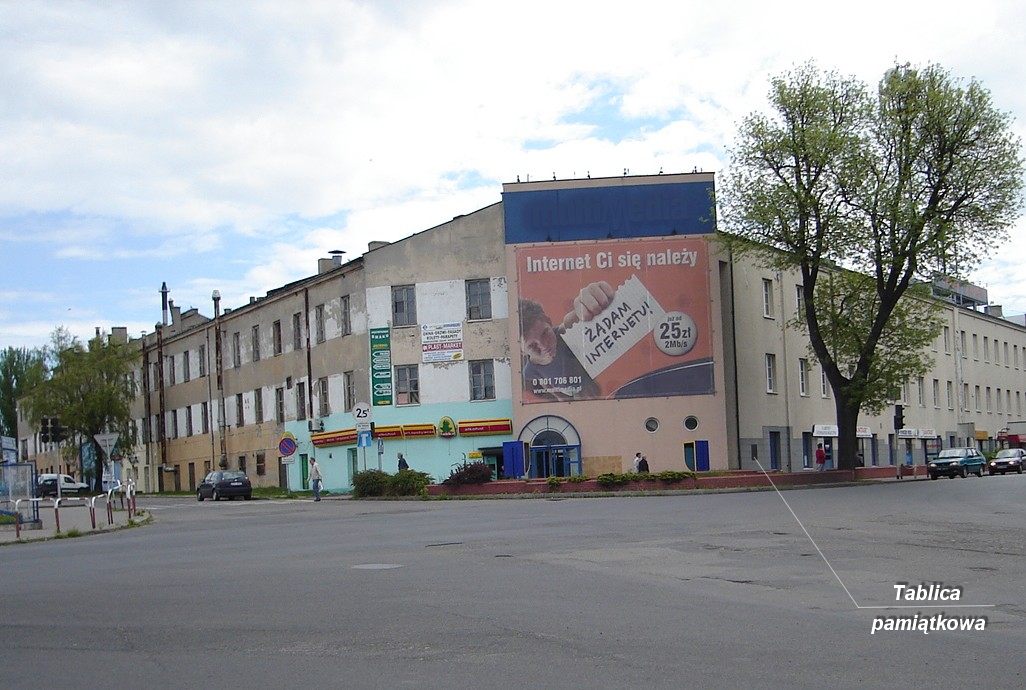
Budynki byłych koszar 37 Pułku Piechoty w Kutnie

Dowództwo i sztab pułku, oraz bataliony I i II zostały rozlokowane na terenie Okręgu Korpusu Nr IV w Kutnie, w koszarach po byłym rosyjskim 4 pułku strzelców, III batalion został zakwaterowany w Łęczycy w budynku poklasztornym. Koszary były ciasne, brakowało wielu podstawowych sprzętów, koszary nie były skanalizowane, nie było placu ćwiczeń, stosownych magazynów, a strzelnica miała długość zaledwie 100 m. Pod koniec 1921 zmienił się dotychczasowy przydział pułku. Został on włączony do 26 Dywizji Piechoty (wraz z 10 pułkiem piechoty, 18 pułkiem piechoty i 26 pułkiem artylerii lekkiej). Ten przydział pozostał aktualny do wybuchu drugiej wojny światowej. Wśród przychodzących corocznie rekrutów znajdował się spory odsetek analfabetów, dla których zorganizowano szkołę prowadzoną przez oficerów i podoficerów zawodowych. Święto pułku początkowo obchodzono 9 września, na pamiątkę zwycięstwa pod Rohatyniem, zaś od 1934 – 26 maja, w rocznicę innej zwycięskiej bitwy stoczonej w 1920 pod Żukowcem.
W związku z napiętą sytuacją społeczną, w okresie od października do grudnia 1923, pułk przebywał w Warszawie (stacjonując na Powązkach w dawnych magazynach rosyjskich), pełniąc służbę wartowniczą.
Bardzo istotnym wydarzeniem w dziejach pułku był udział w przewrocie majowym Marszałka Józefa Piłsudskiego. Większość pułku dowodzonego przez płk. SG Władysława Bortnowskiego opowiedziała się zdecydowanie po stronie Marszałka. 13 maja 1926 w godzinach popołudniowych bataliony I i II, transportem kolejowym, przybyły do Warszawy i wzięły udział w walkach z wojskami rządowymi, w rejonie Mokotowa i w centrum miasta. W czasie transportu do stolicy oraz w rejonie wyładowania pododdziały były bombardowane przez lotnictwo. W czasie walk zginęło 9 żołnierzy: sierż. Michał Łuc, kpr. Jan Iwan, st. szer. Jan Moskaluk, st. szer. Wacław Złotowski, szeregowi Józef Cholewa, Lajzer Gutenberg, Leon Siermiński, Wilhelm Tom i Szurek Kalman. Rannych zostało 32 żołnierzy.
Kolejne znaczące wydarzenie, w dziejach pokojowej służby pułku, to akcja pacyfikacyjna na terenie Małopolski Wschodniej w okresie od 16 września do 30 listopada 1930. Pododdziały skierowane do tych działań były w znacznej części dowodzone przez oficerów i podoficerów pochodzenia ukraińskiego, a ok. 30% szeregowych było również tej narodowości. Akcja miała miejsce w rejonie: Bolechów, Kołomyja, Dolina, Stryj, Bolesław.
Na podstawie rozkazu wykonawczego Ministerstwa Spraw Wojskowych do Departamentu Piechoty o wprowadzeniu organizacji piechoty na stopie pokojowej PS 10-50 z 1930 roku, w Wojsku Polskim wprowadzono trzy typy pułków piechoty. 37 pułk piechoty zaliczony został do typu I pułków piechoty (tzw. „normalnych”). W każdym roku otrzymywał około 610 rekrutów. Stan osobowy pułku wynosił 56 oficerów oraz 1500 podoficerów i szeregowców. W okresie zimowym posiadał batalion starszego rocznika, batalion szkolny i skadrowany, w okresie letnim zaś batalion starszego rocznika i dwa bataliony poborowych.
Po wprowadzeniu w 1930 nowej organizacji piechoty na stopie pokojowej, pułk szkolił rekrutów dla potrzeb batalionu (Batalionu „Wołożyn”) Korpusu Ochrony Pogranicza.
Minister Spraw Wojskowych rozkazem z 12 kwietnia 1937 nadał pułkowi, na wniosek jego dowództwa, „szefostwo honorowe” księcia Józefa Poniatowskiego i zezwolił na noszenie przez żołnierzy, na patkach, herbu Ziemi Łęczyckiej, a na naramiennikach inicjałów „JP”. Dotychczasowa nazwa -37 pułk piechoty Ziemi Łęczyckiej, zastąpiona została nową – 37 Łęczycki Pułk Piechoty im. księcia Józefa Poniatowskiego. Na odznace pułkowej umieszczono koronę książęcą (mitrę).
Od października do końca listopada 1938 pułk przebywał w Karpatach, w rejonie miejscowości Nadwórna i Delatyń, w związku z rozbiorem Czechosłowacji na mocy układu monachijskiego.
Społeczeństwo kutnowskie i łęczyckie dawało liczne dowody uznania i szacunku dla tradycji i dokonań pułku – fundując sztandary, tablice pamiątkowe i inne.
| Obsada personalna i struktura organizacyjna w marcu 1939 | Obsada personalna i struktura organizacyjna w marcu 1939 |
| Stanowisko                                               | Stopień, imię i nazwisko                                 |
| Dowództwo                                                | Dowództwo                                                |
| -------------------------------------------------------- | -------------------------------------------------------- |
| dowódca pułku                                            | ppłk dypl. Roman Umiastowski                             |
| I zastępca dowódcy                                       | ppłk Stanisław Ignacy Kurcz                              |
| adiutant                                                 | por. Zygmunt Klekowicki                                  |
| starszy lekarz                                           | ppłk dr Józef Michał Kuś                                 |
| młodszy lekarz                                           | vacat                                                    |
| w dyspozycji dowódcy                                     | mjr kontr. Józef Mandzenko                               |
| II zastępca dowódcy (kwatermistrz)                       | mjr Jan Władysław Smoter                                 |
| oficer mobilizacyjny                                     | kpt. adm. (piech.) Stanisław Skierski                    |
| zastępca oficera mobilizacyjnego                         | kpt. int. Teodor Dziedzic                                |
| oficer administracyjno-materiałowy                       | por. adm. (piech.) Kazimierz Blajer                      |
| oficer gospodarczy                                       | kpt. int. Jakub Król                                     |
| oficer żywnościowy                                       | por Jan Strzelecki                                       |
| oficer taborowy                                          | por. tab. Jan Wojtal                                     |
| kapelmistrz                                              | por. adm. (kapelm.) Eugeniusz Wiltos                     |
| dowódca plutonu łączności                                | por Julian Henryk Dzięciołowski                          |
| dowódca plutonu pionierów                                | por Stanisław Synoradzki                                 |
| dowódca plutonu artylerii piechoty                       | kpt. art. Piotr Kamiński                                 |
| dowódca plutonu ppanc.                                   | por. Stanisław Kaczor                                    |
| dowódca oddziału zwiadu                                  | ppor. Damian Edward Silski                               |
| I batalion                                               |                                                          |
| dowódca batalionu                                        | mjr Stanisław Molenda                                    |
| dowódca 1 kompanii                                       | por. kontr. Antoni Sawczenko                             |
| dowódca plutonu                                          | ppor. Stanisław Janusz Purr                              |
| dowódca 2 kompanii                                       | kpt. Leon Owadiuk                                        |
| dowódca plutonu                                          | ppor. Eugeniusz Bronisław Iwański                        |
| dowódca plutonu                                          | ppor. Rudolf Józef König                                 |
| dowódca 3 kompanii                                       | por. Jerzy Grabski                                       |
| dowódca plutonu                                          | ppor. Jan Józef Urbański                                 |
| dowódca 1 kompanii km                                    | kpt. Witold Marian Jachimowicz                           |
| dowódca plutonu                                          | ppor. Franciszek Kuncyusz                                |
| II batalion                                              |                                                          |
| dowódca batalionu                                        | vacat                                                    |
| dowódca 4 kompanii                                       | kpt. Henryk Leon Machnowski                              |
| dowódca plutonu                                          | ppor. Leopold Jan Karol Manz                             |
| dowódca 5 kompanii                                       | kpt. Brunon Kaliński                                     |
| dowódca plutonu                                          | por. Wiktor Mikiszko                                     |
| dowódca plutonu                                          | por. Stanisław Bronisław Sabor                           |
| dowódca plutonu                                          | ppor. Albin Mrall                                        |
| dowódca 6 kompanii                                       | kpt. Zygmunt Gajewski                                    |
| dowódca plutonu                                          | por. Edward Mataczyński                                  |
| dowódca plutonu                                          | ppor. Władysław Olkowski                                 |
| dowódca 2 kompanii km                                    | p.o. por. Marian Sroka                                   |
| dowódca plutonu                                          | ppor. Jerzy Krünes                                       |
| III batalion                                             |                                                          |
| dowódca batalionu                                        | mjr Henryk Tomasz Reymann                                |
| dowódca 7 kompanii                                       | kpt. Mieczysław Bobrownicki-Libchen                      |
| dowódca plutonu                                          | por. Stefan Szczepan Jerzy Miller                        |
| dowódca 8 kompanii                                       | por. Wacław Kieża                                        |
| dowódca plutonu                                          | ppor. Roman Jan Mazur                                    |
| dowódca 9 kompanii                                       | kpt. Mieczysław Antoni Roszkiewicz                       |
| dowódca plutonu                                          | ppor. Eugeniusz Jaworski                                 |
| dowódca plutonu                                          | ppor. Teodor Szwacki                                     |
| dowódca 3 kompanii km                                    | kpt. Józef Kozieł                                        |
| dowódca plutonu                                          | ppor. Adam Tadeusz Podolak                               |
| na kursie                                                | kpt. Józef II Tenerowicz                                 |
| na kursie                                                | por. Władysław Kozal                                     |
| 37 obwód przysposobienia wojskowego „Kutno”              |                                                          |
| kmdt obwodowy PW                                         | mjr piech. Józef Kazimierz Skwarnicki                    |
| kmdt powiatowy PW Kutno                                  | por. kontr. piech. Jerzy Gajewski                        |
| kmdt powiatowy PW Łęczyca                                | kpt. piech. Stanisław Stefaniak                          |

## 37 pp w kampanii wrześniowej

### Mobilizacja
21 marca do 37 pp zostali wcieleni poborowi celem odbycia czynnej służby wojskowej.

#### Mobilizacja alarmowa i działania 37 pp do czasu rozpoczęcia wojny
37 pułk piechoty został zmobilizowany na podstawie planu mobilizacyjnego „W” obowiązującego od 30 kwietnia 1938. Tabele mobilizacyjne 37 pp z okresu jego mobilizacji nie objęły późniejsze zmiany i poprawki. Mobilizację alarmową 37 pp przeprowadzono 23 marca 1939 w garnizonie Kutno. Mobilizacja rozpoczęła się od godz.16.00 23 marca 1939 w grupie czarnej, w jej trakcie zmobilizowano oddziały i pododdziały:
- 37 pułk piechoty na etacie i w organizacji wojennej, w czasie od A+24 do A+42,
- kompanię kolarzy nr 43, w czasie A+44,
- kolumnę taborową nr 419, w czasie A+50[28].

Mobilizacja pułku odbyła się planowo, stawiennictwo rezerwistów było wzorowe. Zastrzeżenie budziła niska jakość zmobilizowanych wozów konnych i złej jakości uprząż. Poszczególne bataliony i pododdziały specjalne pułku były mobilizowane w budynkach użyteczności publicznej w Kutnie i pobliskich wsiach. Nastąpiła zmiana dowodzenia pułkiem ppłk dypl. Roman Umiastowski przekazał dowodzenie I zastępcy dowódcy pułku ppłk. Stanisławowi Kurczowi. 26 marca wcieleni żołnierze rezerwy i żołnierze starszego rocznika złożyli przysięgę wojskową. Następnie 37 pp wraz z I dywizjonem 26 pułku artylerii lekkiej zostały załadowane na stacji Kutno do transportów kolejowych i odjechały z garnizonu. 27 marca transporty pułku przybyły do miejscowości Damasławek w Wielkopolsce. Z Damasławka I i II bataliony udały się do Wągrowca, a III do Żnina. Żołnierze przechodzili intensywne szkolenie. Warunki zakwaterowania żołnierzy nie były najlepsze, częściowo w domach prywatnych, w tym u licznie tam zamieszkałej ludności niemieckiej. W maju 1939 z uwagi na opieszałość władz cywilnych w wypłacaniu zasiłków dla rodzin rezerwistów i nie adekwatnych do potrzeb, a także nie zwolnienia żołnierzy rezerwy w obiecanym terminie, obniżyła się znacznie dyscyplina. Żołnierze II i III batalionu rozpoczęli protest w dwóch kompaniach, a w 9 kompanii strzeleckiej doszło do odmowy przyjmowania posiłków. Zmiany te wymusiły wreszcie na dowództwie zmianę kontyngentu rezerwistów oraz wymianę na część żołnierzy młodszego rocznika wcielonych w marcu do służby. W dniu 9 maja żołnierze młodszego rocznika złożyli przysięgę, a 7/8 lipca odjechali w części z Kutna w rejon Żnina i Wągrowca na podmianę żołnierzy rezerwy.  
Z początkiem lipca bataliony otrzymały rozkaz przystąpienia do budowy umocnień polowych na odcinku około 30 km, na południe i północ od Wągrowca oraz od miejscowości Łęgowo przez Cekanowo, Przysiekę do miejscowości Skoki. Prowadzono prace w rejonie Szubina, Rynarzewa nad Notecią. W sierpniu zaktywizowały się miejscowe grupy dywersyjne, dochodziło do ostrzeliwania patroli i penetracji oraz rozpoznania prowadzonych prac przy umocnieniach.
28 sierpnia rozpoczęto ewakuację ludności cywilnej z rejonu graniczących z budowanymi umocnieniami przez 26 DP, część ludności niemieckiego pochodzenia zbiegła do lasów. 29 sierpnia wieczorem 37 pp przystąpił do obsadzania pozycji obronnej. 37 pp wzmocniony batalionem Obrony Narodowej „Wągrowiec” zamknął przejścia na linii jezior wągrowieckich. Przy czym główne siły pułku pozostały na odcinku „Wągrowiec” jako pozycji osłonowej. II batalion był rozwinięty na północ od Wągrowca do Laskownicy Wielkiej włącznie, zamykając przejścia między jeziorami. I batalion zajmował stanowiska na południe od Wągrowca do Lechina włącznie. Batalion ON „Wągrowiec”, zajął stanowiska obronne w mieście. III batalion zajął stanowisko na głównej pozycji obronnej na odcinku Władysławowo-wzgórze Długa Góra-jeziora wąsockie, gdzie wszedł w skład zgrupowania dowódcy piechoty dywizyjnej płk. dypl. Tadeusza Parafińskiego.
Jednocześnie w garnizonie od wczesnych godzin porannych 24 sierpnia 1939 ogłoszono mobilizację alarmową dla pozostałych jednostek mobilizowanych przez OZN 37 pp w Kutnie. W ramach grupy brązowej20 podjęto mobilizację:
- kompanii karabinów maszynowych przeciwlotniczych typ B nr 48, w czasie G20+30,
- kompanii karabinów maszynowych przeciwlotniczych typ B nr 49, w czasie G20+30[28].

#### Mobilizacja powszechna na bazie pozostałości 37 pułku piechoty
Po ogłoszeniu mobilizacji powszechnej w Kutnie, Oddział Zbierania Nadwyżek 37 pp rozpoczął od dnia 31 sierpnia 1939 mobilizację jednostek głównie dla 44 Dywizji Piechoty rezerwowej:
W I rzucie mobilizacji powszechnej:
- I batalion 144 pułku piechoty, w czasie do 3 dnia jej trwania,
- dowództwo 144 pułku piechoty i pododdziały specjalne pułku i organa kwatermistrzowskie, w czasie do 5 dnia jej trwania.

W II rzucie mobilizacji powszechnej:
- II batalion 145 pułku piechoty, w czasie X+3,
- batalion marszowy 37 pp, w czasie X+4,
- uzupełnienie marszowe kompanii kolarzy nr 43, w czasie X+4[35].

### Działania bojowe

#### Działania bojowe na terenie północno wschodniej Wielkopolski i Kujaw
1 września I batalion 37 pp został zbombardowany na swoich stanowiskach obronnych. 2 września stanowiska obronne większości pułku były bombardowane przez lotnictwo niemieckie, nie poniesiono strat osobowych. Ponadto patrole pułku zwalczały grupy dywersantów niemieckich w rejonie obrony w dniach od 1 do 3 września. 3 września wieczorem, wykonując rozkazy dowództwa 26 Dywizji Piechoty, 37 pp rozpoczął odwrót. 4 września o świcie 37 pp bez III batalionu obsadził odcinek „Słębowo”. Dzień ten minął również bez kontaktu z oddziałami niemieckimi, tego dnia patrol 9 kompanii strzeleckiej skutecznie zlikwidował grupę dywersyjną. Nocą 4/5 września z uwagi na wycofanie się sąsiedniej 15 Dywizji Piechoty, 37 pp wraz z 26 DP wycofał się na główne stanowiska obrony na linii jezior żnińskich. Przesmyki między jeziorami obsadził I/37 pp. II/37 pp został załadowany do transportu kolejowego i pod osłoną pociągu pancernego odjechał do Inowrocławia. W Inowrocławiu II/37 pp zajął obronę od strony Bydgoszczy obsadzając majątek Cieślin 6 kompanią strzelecką, a 5 kompanią strzelecką i 2 kompanią ckm szosę i tor kolejowy w kierunku Bydgoszczy. 4 kompania strzelecka pozostała w odwodzie, obsadzając jednym plutonem gazownię i elektrownię miejską. 5 września 26 DP wraz z 15 DP weszły w skład Grupy Operacyjnej gen. bryg. Zdzisława Przyjałkowskiego i Armii „Pomorze”. Nocą 6/7 września rozkazem dowódcy dywizji II/37 pp wycofał się z Inowrocławia. W trakcie odchodzenia z miasta poszczególne kompanie i plutony prowadziły walki z silną dywersją niemiecką w mieście. II batalion poniósł straty w sile kilkudziesięciu żołnierzy poległych, rannych i zaginionych. 37 pp wycofując się o świcie 7 września zajął nowe stanowiska: I/37 pp w lesi Samszyce, a III/37 pp w dworze Żydowo. Następnie podjęto odwrót w kierunku Włocławka i dalej Lubienia. Po dalszych marszach, podczas których był atakowany przez niemieckie lotnictwo i zwalczał atakujące go grupy dywersantów, 9 września 26 DP stanęła w rejonie Wola Sosnowa, Grójczyk, Sarnowo, Topólka i rzeka Zgłowiączka. 37 pp zajął obronę w rejonie Grójczyk, Topólka, dwór Czamanin, Piaski. 9/10 września pułk dalej prowadził marsz szosą z Czamanina do Izbicy, dalej przez Tymień, folwark Wólka Komorowska, Śmielnik, Mieczysławowo, Lucynowo, dwór Katarzyna. 10 września pułk odpoczywał. Pułk w czasie marszu współdziałał z I/26 pal. 11 września odszedł przez Chodecz i Lubień Kujawski, celem obsadzenia rubieży Łanięta-Wola Chruścińska-dwór Kamienna. 12 września pułk odpoczywał. Kolejnej nocy 12/13 września 37 pp zbliżył się do swojego pokojowego garnizonu w okolice Kutna. Rano 13 września bataliony pułku stanęły: I/37 pp w rejonie Gągolina Północnego. II/37 pp w lesie Barki. III/37 pp w okolicy Emilianowa. Dowództwo pułku rozmieściło się w Gągolinie Północnym. 

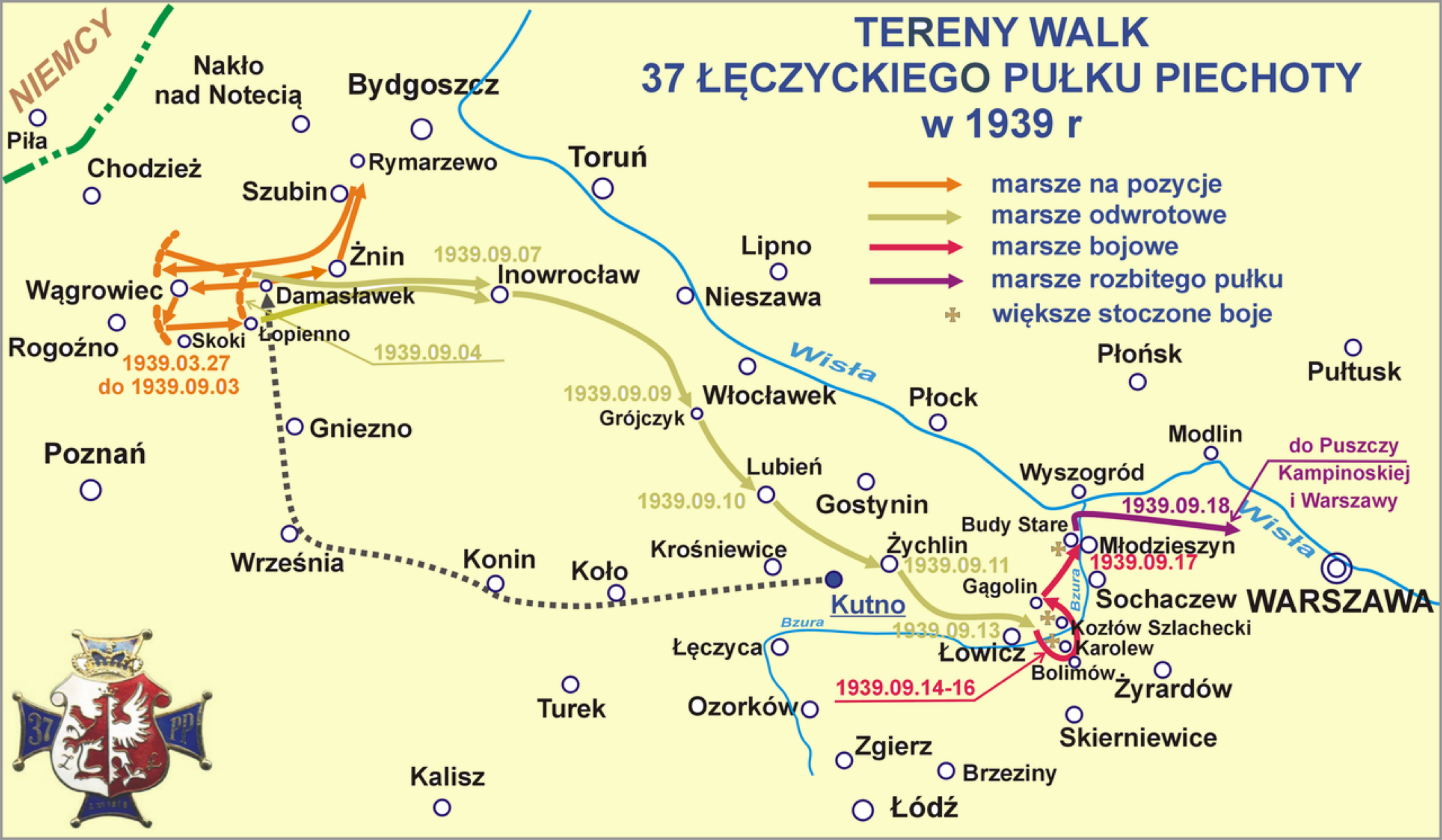
Tereny walk Pułku w 1939 r

#### Udział w bitwie nad Bzurą
13 września 37 pp stacjonował nad Bzurą, kilka kilometrów na wschód od Łowicza i odtwarzał zdolność bojową. Bataliony stacjonowały w rejonie Gągolina Północnego, pod Emilianowem i w lesie Barki. Tego dnia 37 pp otrzymał od dowódcy 26 DP płk. dypl. Adama Brzechwy-Ajdukiewicza, rozkaz wykonania w dniu 14 września natarcia poprzez rzekę Bzurę celem opanowania miejscowości Kozłów Szlachecki, Patoki, Kompinę, Jasionnę, Karolew i Sokołów, obiektem dalszym natarcia był Bolimów. W I rzucie pułku natarcie miały prowadzić I i III bataliony, granicą na lewym skrzydle natarcia była płynąca równolegle do osi natarcia rzeka Rawka, z tej strony nie było sąsiada i skrzydło pułku było odsłonięte. Z prawej strony natarcie miał prowadzić 10 pułk piechoty. 
Rankiem 14 września jednostka wzięła udział w natarciu w składzie Grupy Operacyjnej „Wschód” gen. Mikołaja Bołtucia. Pułk nacierał, przy wsparciu 26 pułku artylerii lekkiej, na lewym skrzydle zgrupowania uderzeniowego Armii Pomorze. Po przekroczeniu drogi Warszawa–Poznań oddziały sforsowały Bzurę i atakowały na kierunku Karolew – Jasionna – Sierzchów. O godz.8.20 37 pp sforsował Bzurę pod ostrzałem broni maszynowej i artylerii niemieckiej, zdobył broniony nasyp linii kolejowej. Po wyjściu na równinę I/37 pp zdobył majątek Jasionna i dotarł czołowymi pododdziałami do Sokołowa. Zatrzymano natarcie oczekując na podejście sąsiedniego III/37 pp. Prowadzący natarcie przez Bzurę na Karolew, Nowe Bednary III/37 pp napotkał bardzo silny ogień z broni maszynowej i artylerii. Zdobyto tor linii kolejowej, w ciężkim boju Karolew na równinie natarcie zaległo. III batalion nie był w stanie przełamać niemieckiej obrony wzdłuż drogi Jasionna-Sokołów. Poległo wielu żołnierzy, wśród nich por. Adam Podolak, wielu zostało rannych wśród nich dowódcy 7 i 9 kompanii strzeleckich w por. Stefan Miller i por. Julian Dzięciołowski. Na lewym skrzydle pułku za rzeką Rawką zlokalizowano niemieckie oddziały, przez co zostało zagrożone lewe skrzydło I/37 pp. O godz.11.00 na oba czołowe bataliony wyszło niemieckie przeciwnatarcie. Rozkazem dowódcy pułku ppłk. Stanisława Kurcza na lewo od I batalionu wprowadzony został II/37 pp do natarcia za Rawkę. II batalion wykonał natarcie za Rawkę zaryglował ruchy nieprzyjaciela ze wschodu i przeszedł do natarcia za nasyp linii kolejowej w kierunku południowym. Dalsze natarcie całego pułku było kontynuowane w godzinach popołudniowych. Natarcie stawało się coraz trudniejsze i coraz mniej efektywne. Natarcie zbliżyło się do Bolimowa i lasów skierniewickich. Nad polem walki dominował niszczący ogień artylerii niemieckiej. Pododdziały podeszły pod miejscowość Bolimów. Dowódca Armii „Pomorze” otrzymał informację o podejściu w rejon Sochaczewa niemieckich oddziałów pancernych z 4 Dywizji Pancernej. W związku z czym gen. dyw. Władysław Bortnowski wydał rozkaz o zatrzymaniu natarcia 26 DP i przejścia do obrony. Z niewiadomych przyczyn dowódca 26 DP wydał rozkaz dla obu pułków o wycofaniu się na północny brzeg Bzury i zajęcia tam obrony przeciwpancernej. Wykonując rozkaz dowódcy dywizji atak przerwano i rozpoczęto wycofywanie jednostek pod Gągolin. W ataku tym pułk stracił niemal 50% swojego stanu osobowego – poległych, rannych i wziętych do niewoli. Spowodowało to chaos, część pododdziałów walczyła, część wycofywała się w sposób zorganizowany, część z oznakami paniki. W tej sytuacji na 37 pp oddziały niemieckie wyprowadziły kontratak, zadając dalsze straty batalionom i powodując dalszą dezorganizację. Celem zatrzymania natarcia ppłk Stanisław Kurcz obsadził północny brzeg Bzury wszystkimi dostępnymi żołnierzami głównie z pododdziałów specjalnych pułku. W nocy 14/15 września I i III bataliony zbierały się w Gągolinie Południowym i w Boczkach. Do rana 15 września za pododdziałami specjalnymi 37 pułku i wydzielonymi pododdziałami z 10 pp i 18 pułku piechoty, w II rzucie zajęły obronę bataliony 37 pp. I/37 pp na drodze między Gągolinem, a Kompiną. II/37 pp między szosą warszawską, a Gągolinem Południowym. III/37 pp frontem na Kozłów Szlachecki A.     
15 września stanowiska obronne pułku biegły wzdłuż Bzury, broniąc dostępu do miejscowości Kompina – Patoki, a za tą linią do Kozłowa Szlacheckiego i Gągolina Południowego. 37 pp był atakowany przez lotnictwo niemieckie i ostrzeliwany przez artylerię. Pułk toczył walki, ze zmiennym szczęściem przez cały dzień, z przekraczającymi rzekę pododdziałami niemieckimi na odcinku od Kozłowa Szlacheckiego Starego do Antonina. 15 września do 37 pp przybył jako uzupełnienie batalion marszowy 37 pp z Kutna, w większości bez broni, częściowo tylko umundurowany.
Na 16 września zaplanowano ponowne natarcie za Bzurę. O godz.6.00 I/37 pp podjął natarcie na Kozłów Szlachecki Nowy A. III/37 pp miał bronić wschodniego skraju Gągolina Południowego. II/37 pp miał zająć stanowiska obronne na wzg. 74,2 i miał osłaniać natarcie dywizji od strony południowo zachodniej, bronić linii Bzury w Kompinie i Patokach. Natarcie I batalionu zaległo pod silnym ostrzałem niemieckim, wśród rannych znalazł się mjr Henryk Reyman. Ponowne natarcie I i III batalionów w kierunku Kozłowa Szlacheckiego Nowego A, podchodzące pod miejscowość zostało zatrzymane i odrzucone przez niemiecką piechotę i czołgi. Poniesiono duże straty, wśród poległych był kpt. Zygmunt Gajewski I adiutant pułku. II batalion z trudem bronił swoich pozycji. Pozostałości I i III batalionów zostały zepchnięte do Gągolina Południowego, zostało zaatakowane dowództwo pułku, przez niemieckie czołgi, a następne ostrzelane przez niemiecką artylerię. Na tyłach pułku pojawiły się niemieckie oddziały pancerne. W pułku pozostało jedynie 1/3 stanów osobowych.  
W nocy 16/17 września pozostałość pułku rozkazem dowództwa dywizji została skierowana w kierunku północnym w rejon: Osiek – Iłów – Budy Stare – Młodzieszyn – Justynów. 17 września dowódcy batalionów mjr Stanisław Molenda i mjr Wilhelm Fedorko zorganizowali wokół resztek swoich batalionów dwie grupy z rozbitków i chcących walczyć żołnierzy. Wieczorem tego samego dnia, na skraju lasu Budy Stare w rejonie Leontynowa, oddziały te odparły natarcie niemieckiej piechoty wspartej czołgami i samochodami pancernymi.

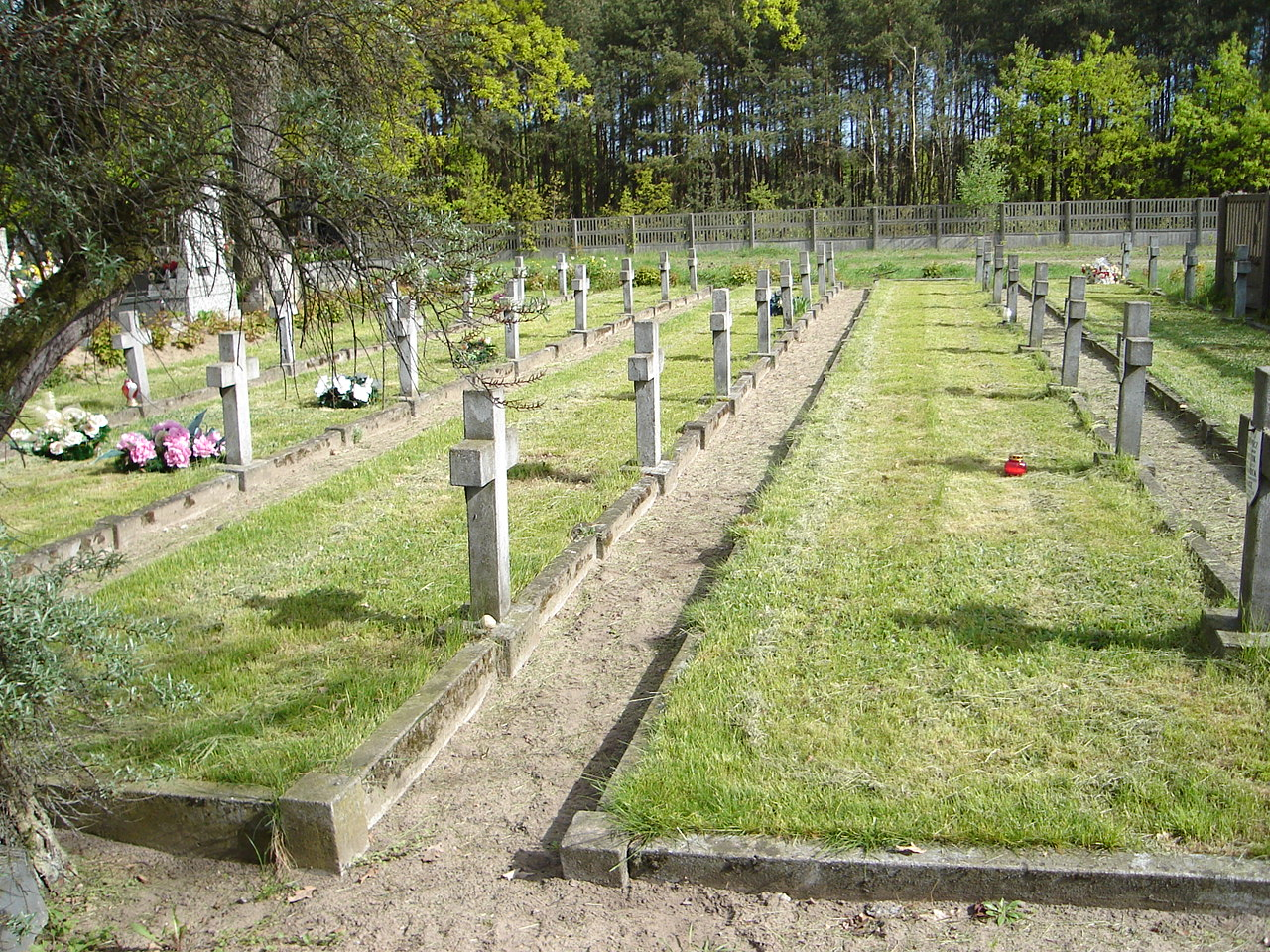
Cmentarz w Młodzieszynie – groby żołnierzy poległych w bitwie nad Bzurą we wrześniu 1939 (czerwony znicz na grobie por. Stanisława Synoradzkiego)

W wyniku ciągłych walk i poniesionych strat 18 września 37 pułk piechoty uległ praktycznie rozsypce. 18 września wieczorem pojedyncze grupy żołnierzy usiłowały jeszcze podejmować walkę. W nocy z 18 na 19 września resztki pułku sforsowały Bzurę na południe od Kamiona Małego, kierując się do Puszczy Kampinoskiej, by podążyć do Warszawy. W trakcie desperackich walk wieczorem wśród poległych znalazł się mjr Stanisław Molenda. W lesie między Budami Starymi, a Białą Górą z grupą żołnierzy 37 pp i innych, którzy dołączyli walczył ppłk Stanisław Kurcz, po wyczerpaniu amunicji zgrupowanie to 20 września dostało się do niemieckiej niewoli. Większość żołnierzy, walczących w grupie mjr Wilhelma Fedorko, przy ujściu Bzury do Wisły w rejonie Wyszogrodu w części rannych dostała się do niemieckiej niewoli. Dotarli do stolicy 21 września, tylko nieliczni żołnierze 37 pp, w liczbie kilkudziesięciu i wzięli udział w jej obronie w składzie różnych oddziałów. 
| Struktura organizacyjna i obsada personalna we wrześniu 1939      | Struktura organizacyjna i obsada personalna we wrześniu 1939      | Struktura organizacyjna i obsada personalna we wrześniu 1939      |
| Stanowisko                                                        | Stopień, imię i nazwisko                                          | Uwagi                                                             |
| Dowództwo i organa kwatermistrzowskie jednostek pozabatalionowych | Dowództwo i organa kwatermistrzowskie jednostek pozabatalionowych | Dowództwo i organa kwatermistrzowskie jednostek pozabatalionowych |
| ----------------------------------------------------------------- | ----------------------------------------------------------------- | ----------------------------------------------------------------- |
| dowódca pułku                                                     | ppłk Stanisław Ignacy Kurcz                                       |                                                                   |
| I adiutant                                                        | kpt. Zygmunt Gajewski                                             | †16 IX pod Gągolinem                                              |
| II adiutant                                                       | ppor. rez. Zbigniew Ubysz                                         |                                                                   |
| oficer informacyjny                                               | ppor. rez. Feliks Górkiewicz                                      |                                                                   |
| oficer łączności                                                  | kpt. Brunon Kaliński                                              |                                                                   |
| kwatermistrz                                                      | kpt. Leon Owadiuk                                                 |                                                                   |
| oficer płatnik                                                    | ppor. rez. Władysław Wiśniewski                                   |                                                                   |
| oficer żywnościowy                                                | ppor. rez. Czesław Motylewski                                     |                                                                   |
| naczelny lekarz                                                   | kpt. lek. Zenon Deka                                              |                                                                   |
| kapelan                                                           | kpl. rez. ks. Henryk Denis                                        |                                                                   |
| dowódca kompanii gospodarczej                                     | por. rez. Władysław Kossobudzki                                   |                                                                   |
| I batalion                                                        |                                                                   |                                                                   |
| dowódca I batalionu                                               | mjr Henryk Tomasz Reymann                                         |                                                                   |
| adiutant batalionu                                                | ppor. rez. Mieczysław Danielewski                                 |                                                                   |
| oficer żywnościowy                                                | por. rez. Leon Ryszard Lesiak                                     |                                                                   |
| lekarz batalionu                                                  | ppor. lek. rez. Jan Cybulski                                      | +16 IX 1939                                                       |
| dowódca plutonu łączności                                         | ppor. rez. Antoni Kurzeja                                         |                                                                   |
| dowódca 1 kompanii strzeleckiej                                   | por. rez. mgr Mieczysław Frątczak                                 |                                                                   |
| dowódca I plutonu                                                 | ppor. Konstanty Górski                                            | †16 IX 1939 Gągolin Południowy                                    |
| dowódca II plutonu                                                | ppor. rez. Marian Tomaszewski                                     |                                                                   |
| dowódca 2 kompanii strzeleckiej                                   | ppor. Eugeniusz Bronisław Iwański                                 |                                                                   |
| dowódca I plutonu                                                 | ppor. rez. Franciszek Kaminski                                    |                                                                   |
| dowódca II plutonu                                                | ppor. rez. Wacław Sobol                                           |                                                                   |
| dowódca III plutonu                                               | ppor. rez. Jerzy Jastrzębski                                      |                                                                   |
| dowódca 3 kompanii strzeleckiej                                   | ppor. rez. Jan Bryniczka ppor. Jan Juliusz Urbański               | +14 IX 1939 +16 IX 1939                                           |
| dowódca I plutonu                                                 | ppor. rez. Feliks Sierota (Sieraszewski)                          |                                                                   |
| dowódca II plutonu                                                | ppor. rez. Franciszek Nentwig                                     | +16 IX 1939                                                       |
| dowódca III plutonu                                               | ppor. rez. Niezgoda                                               |                                                                   |
| dowódca 1 kompanii ckm                                            | por. Franciszek Kuncyusz                                          |                                                                   |
| dowódca I plutonu                                                 | por. rez. Arkadiusz Majewski                                      |                                                                   |
| II batalion                                                       |                                                                   |                                                                   |
| dowódca II batalionu                                              | mjr Stanisław Molenda                                             | †18 IX nad Bzurą                                                  |
| adiutant batalionu                                                | por. rez. Wiktor Józef Niedziałkowski                             |                                                                   |
| oficer płatnik                                                    | ppor. rez. Bronisław Diehl                                        |                                                                   |
| oficer żywnościowy                                                | ppor. rez. Władysław Wrona                                        |                                                                   |
| dowódca 4 kompanii strzeleckiej                                   | ppor. Albin Mrall                                                 |                                                                   |
| dowódca I plutonu                                                 | ppor. rez. Ryszard Łobodowski                                     |                                                                   |
| dowódca II plutonu                                                | ppor. rez.Kossowski                                               |                                                                   |
| dowódca III plutonu                                               | ppor. rez. Józef Janakowski                                       |                                                                   |
| dowódca 5 kompanii strzeleckiej                                   | ppor. Leopold Jan Manz                                            |                                                                   |
| dowódca I plutonu                                                 | ppor. rez. Tadeusz Galczak                                        | +14 IX 1939                                                       |
| dowódca II plutonu                                                | ppor. rez. Wolszendorf                                            |                                                                   |
| dowódca III plutonu                                               | ppor. rez. Mieczysław Perzyna                                     |                                                                   |
| dowódca 6 kompanii strzeleckiej                                   | por. rez. Władysław Pawlak                                        |                                                                   |
| dowódca I plutonu                                                 | ppor. rez. Feliks Michalski                                       |                                                                   |
| dowódca II plutonu                                                | ppor. rez. Wacław Domżał                                          |                                                                   |
| dowódca III plutonu                                               | ppor. rez. Dominiak                                               |                                                                   |
| dowódca 2 kompanii ckm                                            | por. Marian Sroka                                                 |                                                                   |
| dowódca plutonu                                                   | ppor. rez. Stanisław Gałązka                                      |                                                                   |
| III batalion                                                      |                                                                   |                                                                   |
| dowódca III batalionu                                             | mjr Wilhelm Jan Fedorko                                           |                                                                   |
| adiutant batalionu                                                | ppor. Jerzy Kriines ppor. rez. Jacek Ksewera                      |                                                                   |
| lekarz batalionu                                                  | ppor. lek. rez. Wolfowicz                                         |                                                                   |
| dowódca 7 kompanii strzeleckiej                                   | por. Stefan Szczepan Jerzy Miller                                 |                                                                   |
| dowódca I plutonu                                                 | ppor. rez. Jan Juszkiewicz                                        |                                                                   |
| dowódca 8 kompanii strzeleckiej                                   | por. Teodor Szwacki                                               |                                                                   |
| dowódca plutonu                                                   | ppor. rez. Bolesław Michalski                                     |                                                                   |
| dowódca 9 kompanii strzeleckiej                                   | por. Julian Henryk Dzięciołowski por. Paradowski                  | do r 14 IX 1939 od 15 IX 1939                                     |
| dowódca I plutonu                                                 | ppor. rez. Antoni Król                                            |                                                                   |
| dowódca II plutonu                                                | ppor. rez. Jan Koperski                                           |                                                                   |
| dowódca 3 kompanii ckm                                            | kpt. Józef Kozieł                                                 |                                                                   |
| dowódca IV plutonu (taczanki)                                     | por. Adam Podolak                                                 | +14 IX 1939                                                       |
| Pododdziały specjalne                                             |                                                                   |                                                                   |
| dowódca kompanii zwiadowców                                       | por. Stanisław Bronisław Sabor                                    |                                                                   |
| dowódca kompanii zwiadowców                                       | ppor. Damian Solski                                               |                                                                   |
| dowódca kompanii przeciwpancernej                                 | kpt. Witold Marian Jachimowicz                                    |                                                                   |
| dowódca III plutonu                                               | ppor. rez. Antoni Giermaziak                                      |                                                                   |
| dowódca plutonu artylerii piechoty                                | kpt. art. Piotr Kamiński                                          |                                                                   |
| dowódca plutonu pionierów                                         | por. Stanisław Synoradzki                                         | †17 IX w Budy Stare                                               |
| dowódca plutonu przeciwgazowego                                   | por. Stanisław Kaczor                                             |                                                                   |
| dowódca plutonu łączności                                         | sierż. Zygmunt Brudnowski                                         |                                                                   |

### Oddziały II rzutu mobilizacyjnego

#### Bataliony marszowe 37 pp
Batalion marszowy 37 pp został zmobilizowany w pierwszych dniach września. Po zmobilizowaniu podjął marsz w kierunku Warszawy. Prawdopodobnie 7 września 1939 przybył do Żyrardowa. Tam stoczył walki w okolicznych lasach usiłując przebić się do Warszawy. Brak jest informacji na jego temat. Z resztek pozostałości po mobilizacji, po wyjściu Oddziału Zbierania Nadwyżek 37 pp dla których brakowało uzbrojenia oraz oddziału ochrony koszar około 7 września podjęto organizację tak zwanego II batalionu marszowego (zapasowego). Stacjonował, ze względu na silne bombardowania Kutna w okolicach miasta. Z niewiadomych względów nie otrzymał należytego wyposażenia i uzbrojenia. W okresie bitwy nad Bzurą stanowił garnizon miasta. 15 września dołączył do macierzystego pułku, posiadał wówczas niekompletne umundurowanie, wyposażenie i uzbrojenie. 15 września batalion został rozwiązany, a żołnierze zasilili poszczególne bataliony uzupełniając straty poniesione przez pułk bitwie ad Bzurą. Dowódca batalionu nieznany. Dowódcą jednej z kompanii w batalionie był ppor. Jan Juliusz Urbański. 

#### Oddział Zbierania Nadwyżek 37 pp
Oddział Zbierania Nadwyżek 37 pułku piechoty powstał po zmobilizowaniu składu bojowego 37 pp i po wyjeździe jego na obszar operacyjny Armii „Poznań” w marcu 1939 w okolicy Wągrowca i Żnina. W ramach nadwyżek pułku funkcjonował batalion młodszego rocznika – poborowych wcielonych do pułku, 21 marca 1939. Oraz pododdział sformowany z żołnierzy rezerwy stanowiącej nadwyżkę osobową. OZN 37 pp dowodził prawdopodobnie mjr Jan Władysław Smoter. W batalionie rekruckim prowadzono przeszkolenie podstawowe nowo powołanych żołnierzy. Z chwilą ogłoszenia mobilizacji alarmowej „sierpniowej” zgłosili się do OZN 37 pp następni rezerwiści z których zmobilizowano następne pododdziały. Od 31 sierpnia rozpoczęto mobilizację zgodnie z planem następnych oddziałów i pododdziałów głównie dla 45 DP rez. i batalionu marszowego 37 pp. Zgłosiła się duża ilość żołnierzy rezerwy, spośród których zmobilizowano oddziały zgodnie z planem w ramach II rzutu mobilizacji powszechnej. Terminy mobilizacji powszechnej w II rzucie nie pozwoliły wcześniej odejść OZN 37 pp do składu mobilizowanego w Skierniewicach Ośrodka Zapasowego 26 DP. 3 września ukazał się rozkaz organizacyjny nr 1 ministra spraw wojskowych gen. dyw. Tadeusza Kasprzyckiego, w którym rozkazano skoncentrować się ośrodkom zapasowym z Łowicza, Skierniewic, Kutna i innym za Wisłą na odcinku od Modlina do Dęblina. Po zmobilizowaniu zgodnie z planem oddziałów OZN 37 pp sformował się w dwa bataliony piechoty. Prawdopodobnie OZN 37 pp wyruszył z Kutna pomiędzy 6 a 8 września podjął marsz z Kutna do Skierniewic następnie przez Radziwiłów, Leszno, Jabłonnę przez Warszawę do Garwolina skąd większość powróciła do Warszawy. W Warszawie nastąpiło połączenie z częścią OZN 10 pp. Część połączonego oddziału pozostała w Warszawie i weszła w skład oddziałów bojowych broniących stolicy. Część pod dowództwem mjr Franciszka Tabaczyńskiego pomaszerowała do Kowla, celem połączenia z OZ 26 DP. Następnie dołączył i zapewne walczył w Grupie „Kowel” płk. dypl. Leona Koca.

## Symbole pułkowe

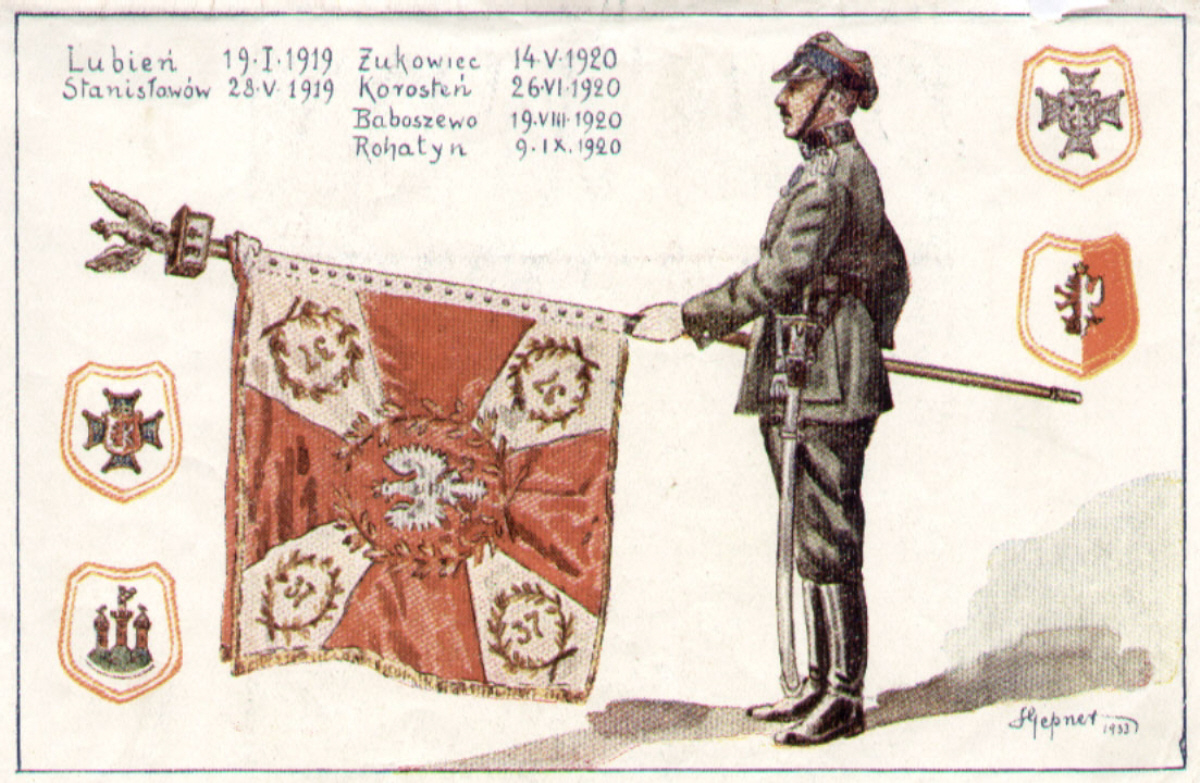
Żołnierz 37 pułku ze sztandarem

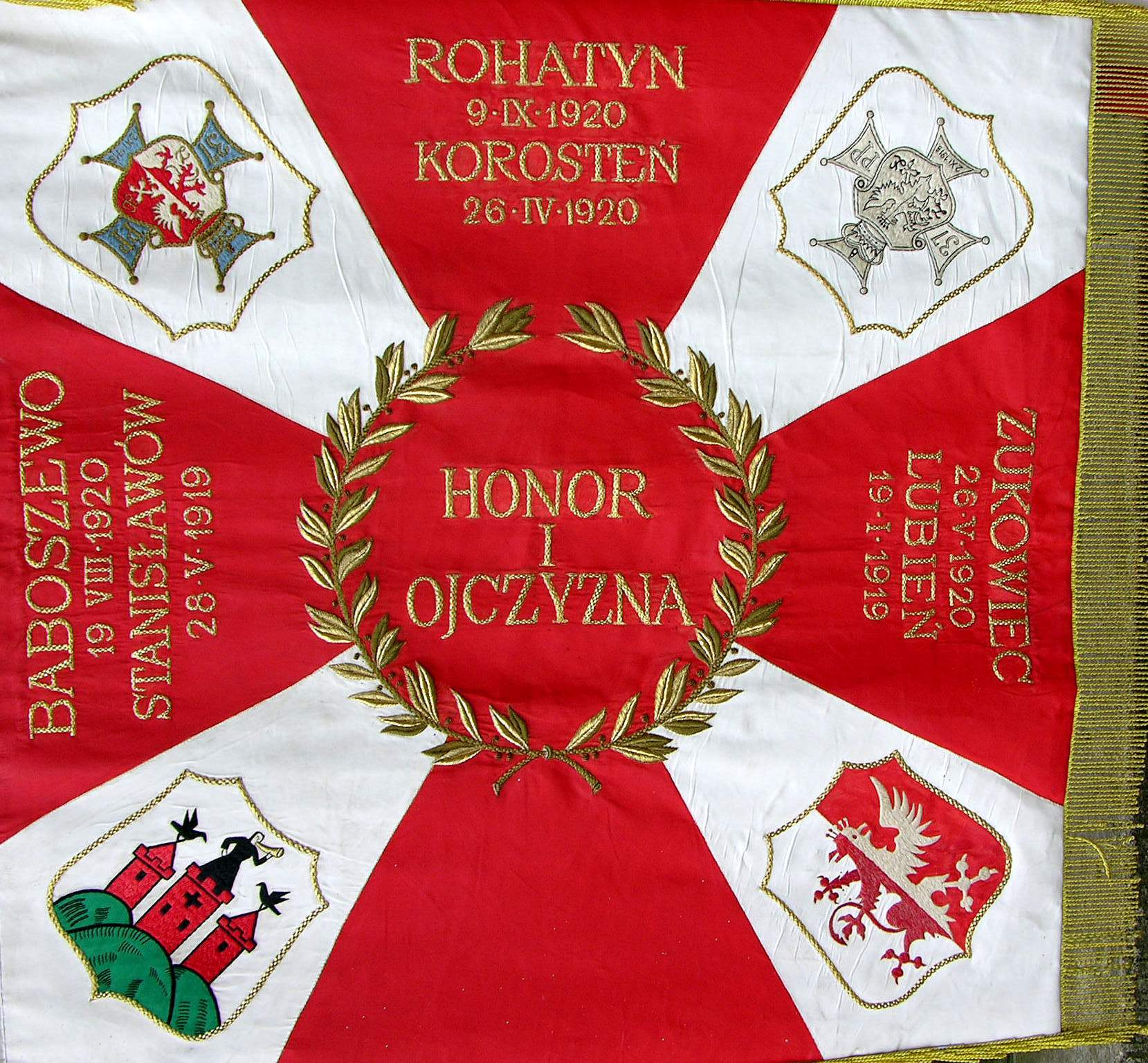

### Sztandary
Staraniem mieszkańców ziemi łęczyckiej powstał „komitet chorągwiany”, który uzyskał zezwolenie na nazwanie pułku 37 pułkiem piechoty Ziemi Łęczyckiej i ufundował chorągiew. Uroczystość wręczenia odbyła się 23 maja 1920. Ponieważ w tym czasie pułk przebywał „w polu” chorągiew, z rąk ministra spraw wojskowych, gen. Józefa Leśniewskiego odebrała delegacja oficerów, podoficerów i szeregowych. Do czasu powrotu pułku z wojny była ona przechowywana w dowództwie batalionu zapasowego. W 1921 roku, w dniu święta pułkowego, chorągiew została udekorowana odznaką ufundowaną przez obywateli Kutna i kutnowski Oddział Czerwonego Krzyża w postaci srebrnego pierścienia z herbem Kutna i odpowiednim napisem. W lipcu 1933 została przekazana do Muzeum Wojska Polskiego.
26 czerwca 1933 roku na boisku sportowym „Piaski” w Kutnie Prezydent RP Ignacy Mościcki wręczył pułkowi nową chorągiew ufundowaną przez społeczeństwo ziemi łęczyckiej. Rodzicami chrzestnymi chorągwi byli: wojewoda łódzki Aleksander Hauke-Nowak i p. Maria Pajdakowa, żona starosty łęczyckiego dr Zygmunta Pajdaka. Od 28 stycznia 1938 roku chorągiew pułkowa zaczęła być oficjalnie nazywana sztandarem. W czasie Bitwy nad Bzurą, koło Iłowa sztandar został oddany na przechowanie miejscowemu rolnikowi i od tamtej pory ślad po nim zaginął.

### Odznaka pamiątkowa
22 grudnia 1928 roku Minister Spraw Wojskowych, marszałek Polski Józef Piłsudski zatwierdził wzór i regulamin odznaki pamiątkowej 37 pułku piechoty. Odznaka o wymiarach 43x43 mm ma kształt krzyża Orderu Virtuti Militari, którego ramiona emaliowane są w kolorze granatowym. Na krzyż nałożona jest tarcza herbowa Ziemi Łęczyckiej, na której wpisano inicjały „ZŁ”. Tarcza zwieńczona jest koroną. Na ramionach krzyża wpisano numer pułku i inicjały pułku „37 PP” oraz datę jego powstania „3 XI 1918”. Odznaka oficerska, dwuczęściowa, wykonana w tombaku srebrzonym i złoconym, emaliowana. Wykonawcami odznak byli: Paweł Bobkowicz i Bronisław Grabski, obaj z Łodzi. Podczas święta pułkowego 9 września 1931 odznaką pułkową wyróżniono oficerów oraz jednostki braterskie: 10 pułk piechoty, 18 pułk piechoty, 4 pułk artylerii polowej, 26 pułk artylerii polowej.

## Żołnierze pułku
Dowódcy pułku

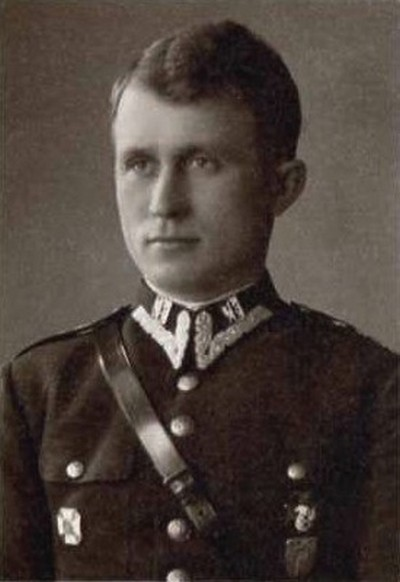
Stanisław Synoradzki – dowódca plutonu pionierów

- por. Leon Kazubski (ok. 7 – 30 XI 1918)
- płk Adam Jaroszewski (30 XI 1918 – 1 VII 1919)
- mjr Józef II Kuś (5 VII – 18 VIII 1919)
- płk Adam Jaroszewski (19 VIII – 9 IX 1919)
- mjr Józef II Kuś (10 IX 1919 – 2 I 1920)
- płk Adam Jaroszewski (3 I – 19 III 1920)
- kpt. Karol Koziarowski (20 III – 3 IV 1920)
- mjr Józef II Kuś (4 IV – 16 V 1920)
- kpt. Michał Remizowski (17 V – 6 VI 1920)
- mjr Józef II Kuś (7 – 13 VI 1920)
- ppłk Michał Remizowski (14 VIII 1920 – 16 III 1925)
- ppłk piech. Albin Skroczyński (p.o. 16 III – 3 V 1925)
- ppłk Julian Żaba (p.o. 4 V – 25 VII 1925)
- ppłk piech. Albin Skroczyński 26 VII – 9 X 1925)
- płk Edward Nowak (10 – 30 X 1925)
- ppłk piech. Albin Skroczyński (p.o. 16 III – 3 V 1925)
- mjr Stefan Lewicki (p.o. 31 X – 1 XII 1925)
- ppłk piech. Albin Skroczyński (p.o. 2 – 30 XII 1925)
- płk SG Władysław Bortnowski (31 XII 1925 – 19 VI 1926)
- ppłk piech. Albin Skroczyński (p.o. 20 VI – 7 IX 1926)
- płk piech. dr Jerzy Roman Trojanowski (8 IX 1926 – 31 XII 1930)
- mjr piech. Jan Palewicz (p.o. 1 – 15 I 1931)
- płk dypl. Józef Sas-Hoszowski (16 I 1931 – 2 IX 1937)
- ppłk dypl. Roman Umiastowski (3 IX 1937 – III 1939)
- ppłk piech. Stanisław Ignacy Kurcz (III – 19 IX 1939)

Zastępcy dowódcy pułku
- ppłk piech. Wiktor Łapicki (10 VII 1922[73] – 1923)
- ppłk piech. Julian Żaba (1924)
- ppłk piech. Albin Skroczyński (I 1925 – 24 VII 1928 → dowódca 64 pp)
- ppłk piech. Stanisław Trzebunia (24 VII 1928 – 12 III 1929 → komendant PKU Kutno[j])
- ppłk piech. Józef II Kuś (12 III 1929 – 31 III 1930 → komendant PKU Równe[74])
- mjr piech. Jan Palewicz (p.o. 31 III 1930[74] – 23 III 1932 → praktyka poborowa w PKU Jarosław[75][76])
- ppłk piech. Julian Dadlez (23 III 1932[77] – 1937 → komendant PKU Rawa Ruska)
- ppłk piech. Stanisław Ignacy Kurcz (do III 1939 → dowódca 37 pp)

II zastępca(kwatermistrz)
- mjr Jan Władysław Smoter

### Żołnierze 37 pułku piechoty – ofiary zbrodni katyńskiej
Biogramy ofiar zbrodni katyńskiej znajdują się między innymi w bazach udostępnionych przez Ministerstwo Kultury i Dziedzictwa Narodowego oraz Muzeum Katyńskie.
| Nazwisko i imię        | stopień      | zawód             | miejsce pracy przed mobilizacją | zamordowany |
| ---------------------- | ------------ | ----------------- | ------------------------------- | ----------- |
| Bejgier Jan            | ppor. rez.   | nauczyciel        | szkoła w Pilichówku             | Katyń       |
| Bigoszewski Mieczysław | ppor. rez.   | prawnik           |                                 | Katyń       |
| Feliga Kazimierz       | ppor. rez.   | nauczyciel        | szkoła w Ciachcinie             | Katyń       |
| Jankowski Piotr        | ppor. rez.   | nauczyciel        | szkoła nr 17 Łódź               | Katyń       |
| Kodymowski Stanisław   | ppor. rez.   | nauczyciel        | szkoła w Krośniewicach          | Katyń       |
| Landsberg Jakub        | ppor. rez.   | lekarz            |                                 | Katyń       |
| Mikurda Wiktor         | ppor. rez.   | technik mechanik  |                                 | Katyń       |
| Okoński Stanisław      | ppor. rez.   | urzędnik          | Urząd Pocztowy w Sulejowie      | Katyń       |
| Orłowski Roman         | ppor. rez.   | nauczyciel        | kier. szkoły w Chojnicach       | Katyń       |
| Orzechowski Teodor     | ppor. rez.   |                   |                                 | Katyń       |
| Pawłowski Edmund       | ppor. rez.   | nauczyciel        | szkoła w Lućmierzu              | Katyń       |
| Zapłata Czesław        | ppor. rez.   | technik rolnictwa | folwark Świerczyn               | Katyń       |
| Zwierzchowski Roman    | ppor. rez.   | nauczyciel        | szkoła w Strachnowie            | Katyń       |
| Bednarek Henryk        | ppor. rez.   | technik mechanik  | Elektrobudowa SA w Łodzi        | Charków     |
| Fidala Jerzy           | por. rez.    |                   |                                 | Charków     |
| Jędrzejczak Roman      | ppor. rez.   | technik           | PKP w Poznaniu                  | Charków     |
| Komicz Józef           | por. rez.    | technik rolnictwa | ziemianin                       | Charków     |
| Kozłowski Tadeusz      | ppor. rez.   | nauczyciel        | szkoła powszechna               | Charków     |
| Kuś Józef              | ppłk dr med. | żołnierz zawodowy | starszy lekarz 37 pp            | Charków     |
| Pakulski Wacław        | ppor. rez.   | nauczyciel        | szkoła w Bodzanowie             | Charków     |
| Skibiński Marian       | ppor. rez.   | kupiec            |                                 | Charków     |

## Upamiętnienie

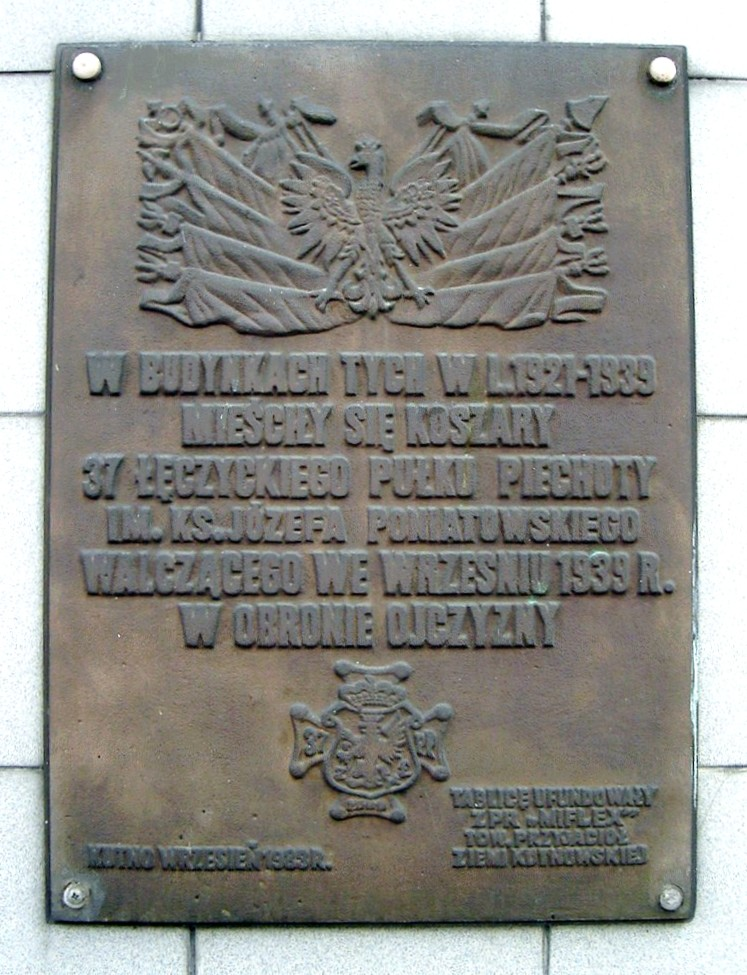
Tablica na budynku byłych koszar w Kutnie